# زواج أولاد العمومة أو الخؤولة

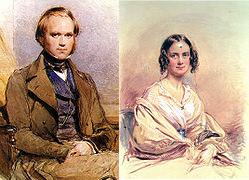

زواج أولاد العمومة أو الخؤولة هو زواج يكون فيه المتزوجون أولاد عم أو أولاد خال (يعني الأشخاص الذين يتشاركون نفس الأجداد). كانت هذه الممارسة شائعة في أوقات سابقة، ولا تزال شائعة في بعض المجتمعات اليوم، على الرغم من أن مثل هذه الزيجات محظورة في بعض الولايات القضائية في أمريكا.
إن أكثر من 10٪ في جميع أنحاء العالم من الزيجات تقع بين أبناء العم من الدرجة الأول أو الثانية. وزواج أبناء العمومة هو موضوع مهم في علم الإنسان.يعد زواج الأقارب في بعض الثقافات والمجتمعات مثاليًا ويتم تشجيعه ويتوقع حدوثه؛ بينما ينظر إليه في بعض الثقافات و المجتمعات الأخرى على أنه من زنا المحارم ويعتبر حرامًا ووصمة اجتماعية. كان الزواج من أبناء العم سائدًا في الثقافات الأصلية في أستراليا وأمريكا الشمالية وأمريكا الجنوبية وبولينيزيا تاريخيًا. وتراوحت الديانات المختلفة بين منع زواج أبناء العمومة حتى الابن السادس (بعض أشكال الهندوسية والكاثوليكية) إلى السماح بحرية زواج ابن العم الأول (البروتستانتية والإسلام واليهودية). يُحظر زواج الأقارب في بعض الولايات القضائية من الناحية القانونية، على سبيل المثال في الصين وتايوان وكوريا الشمالية وكوريا الجنوبية والفلبين و24 من الولايات المتحدة الخمسين. تحدد قوانين العديد من الولايات القضائية درجة القرابة الممنوعة بين العلاقات الجنسية والزواج. قد يرى مؤيدو زواج ابن العم الحظر على أنه تمييز، بينما يستخدم المعارضون الحجج الأخلاقية أو غيرها. تختلف الآراء على نطاق واسع فيما يتعلق بمزايا هذا الزواج. يعاني أطفال زيجات ابن العم الأول من خطر متزايد من الاضطرابات الجينية المتنحية الوراثية، وهذا الخطر أعلى في السكان الذين هم بالفعل متشابهين عرقيا للغاية. الأطفال من أبناء عمومتهم الأكثر ارتباطًا لديهم خطر أقل من هذه الاضطرابات، على الرغم من أنها لا تزال أعلى من متوسط السكان. أشارت دراسة إلى أنه بين عامي 1800 و1965 في إيسلندا وُلد عدد أكبر من الأطفال والأحفاد من الزيجات بين أبناء الأقارب الثالث أو الرابع (الأشخاص الذين لديهم أجداد قدماء مشتركين).

## التاريخ
انخفض انتشار زواج ابن العم الأول في الدول الغربية منذ القرن التاسع عشر. في الشرق الأوسط، لا يزال زواج ابن/ة العم مفضلًا بشدة. رلاغالبًا ما يمارس زواج أبناء العمومة للحفاظ على القيم الثقافية سليمة، والحفاظ على ثروة الأسرة، والحفاظ على التقارب الجغرافي، والحفاظ على التقاليد، وتقوية الروابط الأسرية، والحفاظ على هيكل الأسرة أو علاقة أوثق بين الزوجة وأقاربها. يتم ترتيب العديد من هذه الزيجات.
الصين
وصف كونفوشيوس الزواج بأنه «اتحاد اثنين من الألقاب، في الصداقة والحب». في الصين القديمة، تشير بعض الأدلة في بعض الحالات إلى أن العشيرتين كان لهما ترتيب طويل الأمد حيث يتزوجان فقط من أفراد العشيرة الأخرى. كما مارس بعض الرجال زواج الأخوة، أي الزواج من أخت زوجة سابقة أو زواج متعدد الزوجات من الشقيقتين. سيكون لهذا تأثير في القضاء على زواج ابن العم المتوازي كخيار، لكنه سيترك الزواج من ابن العم مقبولا. في النظام القديم من ايريا التي يرجع تاريخها إلى حوالي القرن الثالث قبل الميلاد، كانت الكلمات الخاصة بنوعين من أبناء عمومته متطابقة، مع اختلاف كل من أبناء أخو الأب وأخت الأم. ومع ذلك، في حين أنه ربما لم يكن يجوز في ذلك الوقت الزواج من أطفال أخت الأم أصبح ممكناً بحلول القرن الثالث الميلادي. في النهاية، شارك أطفال أخت الأم وأبناء عمومته مجموعة واحدة من المصطلحات، مع احتفاظ أطفال أخو الأب فقط بمجموعة منفصلة. لا يزال هذا الاستخدام موجودًا حتى اليوم، مع اعتبار أبناء العم (بياو) «الخارج» وأبناء العم تانغ الأب (堂) من نفس المنزل. ومع ذلك، ثبت أن التنفيذ صعب، وبحلول عهد أسرة تشينغ، تم استعادة القوانين السابقة.
الشرق الأوسط
تم السماح بزواج أبناء العم في جميع أنحاء الشرق الأوسط لكل التاريخ المسجل. ناقش علماء الأنثروبولوجيا أهمية هذه الممارسة. يعتبره البعض السمة المميزة لنظام القرابة في الشرق الأوسط بينما يشير آخرون إلى أن المعدلات الإجمالية لزواج أبناء العم اختلفت بشكل حاد بين مجتمعات شرق أوسطية مختلفة. لا يوجد دليل رقمي يذكر على معدلات زواج ابن عم في الماضي.
أفاد رفائيل باتاي أنه في وسط شبه الجزيرة العربية، لم يتم تخفيف حق الرجل في ابنة شقيق الأب في المائة عام الماضية قبل عام 1962. هنا لا تجبر الفتاة على الزواج من ابن عمها، لكنها لا تستطيع أن تتزوج من آخر ما لم يوافق ابن العم. تظهر قوة هذه العادة في حالة واحدة من الأردن عندما رتب الأب زواج ابنته من جهة خارجية دون الحصول على موافقة ابن عمها. عندما تقدم موكب الزواج مع العروس نحو بيت العريس، هرع ابن عم الذكر إلى الأمام، وانتزع الفتاة، وأجبرها على دخول منزله. اعتبر الجميع هذا زواجًا قانونيًا.
في العراق، تم اتباع حق ابن العم بشكل تقليدي وكان يمكن لفتاة تخرق القاعدة دون موافقة ابن العم الذكر أن تنتهي بقتلها أو قتل العريس.
تميزت مدينة حلب السورية خلال القرن التاسع عشر بمعدل زواج أبناء عمومة بنسبة 24 ٪ وفقًا لأحد التقديرات، وهو رقم أخفى التباين الواسع النطاق: لم يكن لدى بعض العائلات أي زواج أو قريب واحد فقط، في حين كانت معدلات أخرى تقترب من 70 ٪. كانت معدلات زواج أبناء الاعمام أعلى من بين النساء، العائلات التجارية والأسر الراسخة.
كان الزواج أكثر تكرارا في الحجاز قبل الإسلام من مصر القديمة. كانت موجودة في المدينة المنورة خلال زمن محمد، ولكن بأقل من معدلات اليوم.
في مصر، تشير التقديرات من أواخر القرن التاسع عشر وأوائل القرن العشرين بشكل مختلف إلى أنه إما 80 ٪ من أبناء العمومة المتزوجين من أولاد العمومة أو ثلثيهم تزوجوهم إذا كانوا موجودين. وتقول أحد المصادر من ثلاثينيات القرن التاسع عشر أن زواج أبناء العم كان أقل شيوعًا في القاهرة منه في مناطق أخرى.
في سوريا - فلسطين التقليدية، إذا لم يكن للفتاة ابنة عم أب (ابن شقيق الأب) أو تخلى عن حقه لها، فإن الخط التالي كان تقليديا ابن عم الأم (ابن شقيق الأم) ثم أقارب آخرين. ومع ذلك، أفاد رفائيل باتاي أن هذه العادة خففت في السنوات التي سبقت دراسته عام 1947.
في بلاد فارس القديمة، تزوج ملوك الدولة الأخمينية عادة أبناء عمومتهم وأبناء أخواتهم، بينما بين الأربعينيات والسبعينيات من القرن الماضي، زادت نسبة زواج أبناء إيران من 34 إلى 44٪. زواج أبناء عمومتهم بين يهود الشرق الأوسط الأصليين أعلى بكثير من زواج الأشكناز الأوروبيين.
وفقًا لعالم الأنثروبولوجيا لاديسلاف هولي، فإن زواج أبناء العم ليس ظاهرة مستقلة، بل هو تعبير واحد عن تفضيل أوسع في الشرق الأوسط للتضامن اللاأني، أو التضامن مع نسب الأب.
ووفقًا لهولي، فإن السبب الذي يُقال كثيرًا لزواج ابن العم من الاحتفاظ بالملكية في الأسرة هو، في حالة الشرق الأوسط، مظهر واحد محدد للحفاظ على «رأس المال الرمزي» الكامل للعائلة. كما تم النظر إلى الزواج الوثيق نتيجة لتصور الرجال كمسؤولين عن التحكم في سلوك النساء.
الشرف سبب آخر لزواج ابن العم: في حين أن عائلة الولادة قد تفقد نفوذها على الابنة من خلال الزواج من شخص غريب، فإن زواجها في مجموعة أقاربها يسمح لها بالمساعدة في منع النتائج المخزية مثل أي هجوم على سلوكها أو سلوكها غير العديم.
تساهم أيضًا الأسباب الواقعية للزوج، مثل العلاقات الأكثر دفئًا مع والد زوجته، وتلك الخاصة بوالدي الزوجين، مثل انخفاض سعر المهر والوصول إلى عمل أطفال الابنة. طوال تاريخ الشرق الأوسط، كان زواج الأقارب يشيد به ويثبطه العديد من الكتاب والسلطات.
وجدت دراسة أجريت عام 2009 أن العديد من الدول العربية تُظهر بعضًا من أعلى معدلات زواج الأقارب في العالم، وأن أول زواج ابن عم قد يصل إلى 25-30 ٪ من جميع الزيجات. في قطر واليمن والإمارات، تزداد معدلات الأقارب في الجيل الحالي. أشارت الأبحاث بين العرب والعالم إلى أن القرابة قد تؤثر على بعض معايير الصحة الإنجابية مثل وفيات ما بعد الولادة ومعدلات التشوهات الخلقية.

### زواج أبناء العم في الشرق الأوسط
ادعى أندري كوروتاييف أن الأسلمة كانت مؤشرا قويا وكبيرا لزواج أبناء العم الموازي (ابنة شقيق الأب - FBD). وقد أظهر أنه في حين أن هناك صلة وظيفية واضحة بين الإسلام وزواج FBD، فإن وصفة الزواج من FBD لا تبدو كافية لإقناع الناس بالزواج فعليًا، حتى لو كان للزواج مزايا اقتصادية. وفقا لكوروتاييف، حدث قبول منهجي لزواج أبناء العم عندما حدثت الأسلمة والتعريب.

### إفريقيا
معدلات زواج أبناء العم من معظم الدول الإفريقية خارج الشرق الأوسط غير معروفة. يُقدّر أن 35-50٪ من جميع سكان إفريقيا جنوب الصحراء يفضلون أو يقبلون زواج الأقارب.
في نيجيريا، البلد الإفريقي الأكثر اكتظاظًا بالسكان، أكبر ثلاث قبائل من حيث الحجم هي الهوسا واليوروبا والإجبو. الهوسا مسلمون بأغلبية ساحقة، على الرغم من وجود أتباع الديانات التقليدية.
يمارس المسلمون الهوسا ممارسة زواج الأقارب بشكل تفضيلي، ويسمح بتعدد الزوجات إذا كان يمكن للزوج أن يدعم زوجات متعددة. يقدم كتاب بابا كارو صورة بارزة عن حياة الهوسا: وفقًا لمؤلفه الإنجليزي، من غير المعروف أن تكون نساء الهوسا غير متزوجين لأي فترة زمنية كبيرة بعد حوالي 14 عامًا.
ويمكن تحقيق الطلاق بسهولة عن طريق إما الذكر أو الأنثى، ولكن على الإناث أن يتزوجن بعد ذلك. حتى بالنسبة للرجل، يتم النظر إليه كنقص. بابا من الزيجات الأربعة الأولى لكارو كان لابن عمها الثاني. تروي في الكتاب أن صديقتها الطيبة تزوجت من ابن عم الصديق الأول.
شعب اليوروبا 50٪ مسلمون و40٪ مسيحيون و10٪ مخلصون لتقاليدهم الدينية الأصلية. حللت دراسة عام 1974 زيجات اليوروبا في بلدة أوكا أكوكو، ووجدت أنه من بين عينة من الزيجات متعددة الزوجات التي يبلغ متوسطها حوالي ثلاث زوجات، كان 51 ٪ من جميع الأزواج من الأقارب. ولم يشمل ذلك زيجات ابن العم فحسب، بل شمل أيضًا زواج أخوات العم. وبحسب ما ورد، من المعتاد أنه في مثل هذه الزيجات يجب أن يكون أحد الزوجين على الأقل من الأقارب، وعموما كان هؤلاء الأزواج هم الزوجات المفضلات أو المفضلة في الزواج وأنجبن المزيد من الأطفال. ومع ذلك، لم تكن هذه دراسة عامة لليوروبا، ولكن فقط لليوروبا متعددة الزوجات المقيمين في أوكا أكوكو.
يمارس شعب الإيبو في جنوب شرق نيجيريا، وهم مسيحيون في الغالب، الزيجات غير القرابة بصرامة، حيث لا يُسمح لأقارب وأبناء العمومة بالزواج أو الحميمية. ونتيجة لذلك، يُمنع الرجال والنساء من الزواج في إطار نسبتهم الأخيرة وأصلهم.
قبل مجيء المسيحية من خلال الاستعمار، كان الأغبو دائما يعبثون بزواج الأقارب ويحظرونه على وجه التحديد، على حد سواء الأنواع المتوازية وعبر الأقارب، والتي تعتبر سفاح القربى وملعونة. الزيجات المدبرة، وإن كانت في انخفاض كبير، تم إجراؤها أيضًا عن عمد لمنع الزواج العرضي والزواج السيئ عن غير قصد، بحيث كان الأقارب الوشيكون على علم بتاريخ عائلة بعضهم البعض. ف
ي الوقت الحالي، كما كان الحال في الأيام الخوالي، قبل بدء الخطوبة، تُجري كلتا العائلتين استفسارات شاملة ليس فقط للتأكد من الصفات الشخصية، ولكن أيضًا لضمان عدم ارتباط أطفالهما بالدم.
تقليديًا، يراقب الآباء عن كثب بمن يرتبط أطفالهم لتجنب ارتكابهم سفاح القربى. بشكل استباقي، من المعتاد أن يقوم الآباء بتهيئة أطفالهم لمعرفة أقاربهم المباشرين، وعند الاقتضاء، أقاربهم البعيدين. إنهم يشجعون أطفالهم البالغين على الكشف عن اهتماماتهم بالكشف عن الأقارب.
في إثيوبيا، كان معظم السكان يعارضون تاريخياً بشكل صارم زواج الأقارب، ويمكن أن يعتبروا ما يصل إلى ثالثة أبناء عم يعادل الأخ والأخت، مع حظر الزواج ظاهريًا على الأقل إلى أبناء عمومتهم السادسين. كما أنهم أخذوا المحظورات اللاحقة على محمل الجد.
ينظر إلى احتمال زواج رجل من «أخت» زوجة سابقة على أنه سفاح قربى، وبالعكس بالنسبة للمرأة و«شقيق» زوجها السابق. على الرغم من أن المسلمين يشكلون أكثر من ثلث السكان الإثيوبيين، وكان الإسلام موجودًا في البلاد منذ عهد محمد، نادرًا ما يكون هناك زواج أقارب بين معظم المسلمين الإثيوبيين.
على النقيض من الوضع النيجيري، في إثيوبيا، لا يمكن تعريف الإسلام بمجموعات قبلية معينة، وهو موجود في معظمها، والتحولات بين الأديان شائعة نسبيًا. يمارس العفار شكلاً من أشكال زواج أبناء العمومة يُسمى أبسوما والذي يتم ترتيبه عند الولادة ويمكن فرضه.
أوروبا
يحظر القانون المدني الروماني الزواج ضمن أربع درجات من الأقارب. تم حساب ذلك بالعد من شريك محتمل إلى سلف مشترك، ثم نزولاً إلى الشريك المحتمل الآخر.
بموجب قانون الكنيسة الكاثوليكية، مُنع الأزواج أيضًا من الزواج إذا كانوا ضمن أربع درجات من الأقارب.
في القرن التاسع، رفعت الكنيسة عدد الدرجات المحظورة إلى سبع وغيرت الطريقة التي تم حسابها. في نهاية المطاف، أصبح النبلاء مترابطين للغاية بحيث لا يمكنهم الزواج بسهولة حيث أصبحت المجموعة المحلية من الأزواج المحتملين غير ذوي الصلة أصغر ؛ على نحو متزايد، كانت هناك حاجة إلى مدفوعات كبيرة للكنيسة للإعفاءات، أو إضفاء الشرعية بأثر رجعي على الأطفال، في ما يرقى إلى «مضرب حماية» من قبل الكنيسة.
في عام 1215، خفض مجلس لاتران الرابع عدد درجات القرابة المحظورة من سبع إلى أربع. تم تغيير طريقة حساب الدرجات المحظورة أيضًا. بدلاً من الممارسة السابقة في العد حتى الجد المشترك ثم النزول إلى الزوج المقترح، قام القانون الجديد بحساب القرابة من خلال العد مرة أخرى إلى الجد المشترك.
في الكنيسة الكاثوليكية الرومانية، كان الزواج دون علم قريب القريب من الأقارب سببًا لإعلان البطلان، ولكن خلال القرنين الحادي عشر والثاني عشر، تم منح الإعفاءات بتواتر متزايد بسبب آلاف الأشخاص المشمولين في الحظر عند سبع درجات والمصاعب التي يطرحها هذا في العثور على الأزواج المحتملين. بعد عام 1215، كانت القاعدة العامة هي أنه إذا كان بإمكان أبناء العمومة الرابعون الزواج بدون إعفاء، فلا حاجة إلى الإعفاءات.
على سبيل المثال، كان زواج لويس الرابع عشر من فرنسا وماريا تيريزا من إسبانيا هو زواج أبناء عمومة من كلا الجانبين. ولكنها بدأت في التراجع في القرن التاسع عشر عندما أصبحت المرأة متحركًة اجتماعيًا.
فقط النمسا والمجر وإسبانيا حظرت زواج أبناء العم طوال القرن التاسع عشر، مع إتاحة الإعفاءات من الحكومة في البلدين الماضيين. قدر جورج داروين زواج ابن العم الأول في إنجلترا عام 1875 بنسبة 3.5٪ للطبقات المتوسطة و4.5٪ للنبلاء، على الرغم من أن هذا انخفض إلى أقل من 1٪ خلال القرن العشرين. كانت الملكة فيكتوريا والأمير ألبرت مثالاً بارزًا.
تطور النقاش الأكاديمي في القرن التاسع عشر حول زواج أبناء العمومة بشكل مختلف في أوروبا وأمريكا. كتابات نائب المفوض الإسكتلندي للجنونة آرثر ميتشل ادعى أن زواج ابن العم له آثار ضارة على النسل تناقض إلى حد كبير من قبل الباحثين مثل آلان هوث وجورج داروين.
في الواقع، لم تدعم بيانات ميتشل الخاصة فرضياته، وتكهن لاحقًا بأنه يمكن التغلب جزئياً على أخطار الأقارب من خلال العيش المناسب. وجدت دراسات لاحقة لجورج داروين نتائج تشبه تلك المقدرة اليوم.
كان والده، تشارلز داروين، الذي تزوج ابن عمه الأول، قد تكهن في البداية بأن زواج ابنة عمه قد يشكل مخاطرة كبيرة، ولكن ربما ردا على عمل ابنه، تم حذف هذه الأفكار من نسخة لاحقة من الكتاب الذي نشروه.
عندما تم النظر في نهاية المطاف في عام 1871 في سؤال عن زواج أبناء العم للتعداد، وفقا لجورج داروين، تم رفضه على أساس أن فضول الفلاسفة الراكد لم يكن راضيًا.
في جنوب إيطاليا، كان زواج ابن العم ممارسة شائعة داخل مناطق مثل كالابريا وصقلية حيث كان زواج ابن العم الأول في القرن السابق قريبًا من 50٪ من جميع الزيجات. تم السماح بزواج أبناء العم لأبناء العم الثالث واعتبر إيجابيًا في اليونان.
روما القديمة
كان زواج أبناء العم والاشقاء قانوني في روما القديمة منذ الحرب البونيقية الثانية (218–201 قبل الميلاد)، حتى تم حظره من قبل الإمبراطور المسيحي ثيودوسيوس الأول في سنة 381 في الغرب، وحتى بعد وفاة جستنيان (565) في الشرق، لكن نسبة هذه الزيجات غير واضحة.
قال عالم الأنثروبولوجيا جاك قودي أن زواج ابن العم كان نمطًا نموذجيًا في روما، بناءً على زواج أربعة أطفال من الإمبراطور قسطنطين بأولاد عمهم وعلى كتابات من بلوتارخ وليفي تشير إلى حظر زواج ابن العم في أوائل الجمهورية.
لكن البروفيسور برنت شو وريتشارد سالر يعارضان في أن زواج الأقارب لم يكن معتادًا أو مفضلًا أبدًا في الإمبراطورية الغربية: على سبيل المثال، في مجموعة واحدة من ست جذمات (علم الأنساب) للأرستقراطيين الرومان في القرنين بعد أوكتافيان، من بين 33 حالة زواج، لم يكن هناك بينهم أولاد عم اوائل. لم تحمل هذه الزيجات وصمة اجتماعية في أواخر الجمهورية والإمبراطورية المبكرة.
يقترح شو وسالر في أطروحتهما انخفاض معدلات زواج أبناء العم أنه عندما تم دمج العائلات من مناطق مختلفة في النبلاء الإمبراطوريين الرومان، كان الزواج الخارجي ضروريًا لاستيعابهم ولتجنب زعزعة البنية الاجتماعية الرومانية.
وتشير بياناتهم من شواهد القبور أيضًا إلى أنه في معظم الإمبراطورية الغربية، لم يكن زواج الأقارب الموازي يمارس على نطاق واسع بين عامة الناس أيضًا. كانت إسبانيا ونوريكوم استثناءات لهذه القاعدة، ولكن حتى هناك، لم ترتفع المعدلات فوق 10 ٪.
ويشيرون أيضًا إلى أنه نظرًا لأن الممتلكات التي تنتمي إلى طبقة النبلاء كانت مجزأة بشكل نموذجي، إبقاء الأصول الحالية في الأسرة لا تقدم أي ميزة، مقارنة بالحصول عليها عن طريق التزاوج.
ادعى جاك قودي أن قواعد الزواج المسيحي المبكر أجبرت تغييرًا ملحوظًا من المعايير السابقة على حرمان الورثة للأثرياء وبالتالي زيادة فرصة أن يملك أصحاب الثروة ممتلكاتهم للكنيسة.
ومع ذلك، يعتقد شو وسالر أن الإمبراطور قد ادعى ان ممتلكات الأرستقراطيين بدون ورثة، وأن الكنيسة لم تحل محل الإمبراطور. وجهة نظرهم هي أن الأوامر المسيحية ضد زواج ابن العم كانت بسبب الإيديولوجية أكثر من أي رغبة واعية في اكتساب الثروة.
للحصول على بعض الأمثلة البارزة لزواج أبناء العم في روما القديمة، مثل زواج ابنة أوكتافيان من ابن أخته .
تزوج ماركوس أوريليوس أيضًا من ابن عمه الأول فوستينا الأصغر، وكان لديهم 13 طفلًا. كان زواج ابن العم أكثر تكرارا في اليونان القديمة، كما تم السماح بالزواج بين العم وابنة أخيه. أحد الأمثلة هو الملك ليونيداس الأول ملك سبارتا، الذي تزوج ابنة أخته. اضطرت امرأة يونانية أصبحت ابيكليروس، أو وريثة بدون إخوة، إلى الزواج من أقرب أقرباء والدها إذا لم تكن قد تزوجت بعد وأن أنجبت وريث ذكر. في المرتبة الأولى سيكون إما إخوة والدها أو أبنائهم، يليهم أبناء أخوات والدها.
طبقًا لقودي، سُمح بزواج أبناء العم في أيرلندا المسيحية الجديدة ويفترض أيضًا أنها ما قبل المسيحية، حيث كان يلزم وريثة أيضًا للزواج من ابن عمه.
من القرن السابع، اعترفت الكنيسة الأيرلندية فقط بأربع درجات من القرابة المحظورة، والقانون المدني أقل. استمر هذا حتى بعد الفتوحات النورمانية في القرن الحادي عشر والمجمع الكندي في كاشيل عام 1101.
في المقابل، اعتمد القانون الإنجليزي المعاصر على السياسة الكاثوليكية الرسمية، وكثيرا ما أصبح رجال الدين الأنجلو نورمان يشعرون بالاشمئزاز من «قانون الزنا» الأيرلندي. وأخيرًا، يشير إدوارد فيسترمارك إلى أن الزواج بين الجرمان القديم كان محظورًا على ما يبدو فقط في الخطوط الصاعدة والهابطة وبين الأشقاء.

### الولايات المتحدة
يجادل عالم الأنثروبولوجيا مارتن أوتينهايمر بأن حظر الزواج قد تم إدخاله للحفاظ على النظام الاجتماعي، والحفاظ على الأخلاق الدينية، وحماية خلق النسل المناسب.
ساعد كتاب مثل نوح ويبستر (1758-1843) ووزراء مثل فيليب ميلدولير (1775–1852) وجوشوا مكيلفاين في وضع الأساس لوجهات النظر هذه قبل عام 1860. وقد أدى هذا إلى تحول تدريجي في القلق من النقابات العاطفية، مثل تلك بين الرجل وأخت زوجته المتوفاة، إلى أقارب الأقارب.
بحلول سبعينيات القرن التاسع عشر، كان لويس هنري مورجان (1818–1881) يكتب عن «مزايا الزواج بين الأشخاص غير المرتبطين» وضرورة تجنب «شرور زواج الأقارب»، الأمر الذي سيؤدي تجنبه إلى «زيادة قوة المخزون». بالنسبة للكثيرين، شمل مورجان، زواج أبناء العم، وبشكل أكثر تحديدًا زواج ابن عم مواز، بقايا من مرحلة أكثر بدائية من التنظيم الاجتماعي البشري.
الحقيقة المناقضة ان مورغان نفسه تزوج من ابنة عمه عام 1853.
في عام 1846، عين حاكم ولاية ماساتشوستس جورج إن بريجز لجنة لدراسة الأشخاص المعاقين ذهنيًا (يطلق عليهم «البلهاء») في الولاية. توحي هذه الدراسة بتورط زواج ابن عم باعتبارها مسؤولة عن البلاهة.
خلال العقدين التاليين، ظهرت العديد من التقارير (على سبيل المثال، تقرير من كنتاكي للصم والبكم) مع استنتاجات مماثلة: أدى زواج ابن العم أحيانًا إلى الصمم والعمى والغباء.
ولعل الأهم هو تقرير الطبيب صموئيل ميريفيلد بيميس عن الجمعية الطبية الأمريكية، والذي خلص إلى أن تزاوج أبناء العم يؤدي إلى «الانحلال الجسدي والعقلي للنسل». على الرغم من تناقضها مع دراسات أخرى مثل دراسات جورج داروين وألان هوث في إنجلترا وروبرت نيومان في نيويورك، تم قبول استنتاجات التقرير على نطاق واسع.
أدت هذه التطورات إلى تمرير 13 ولاية وإقليم حظر زواج أبناء العم بحلول ثمانينيات القرن التاسع عشر. على الرغم من أنها معاصرة، لم تلعب حركة تحسين النسل دورًا مباشرًا في الحظر. اعتبر جورج لويس أرنر في عام 1908 أن الحظر طريقة خرقاء وغير فعالة لعلم تحسين النسل، والتي اعتقد أنها ستستبدل في النهاية بتقنيات أكثر دقة.
وبحلول العشرينيات من القرن العشرين، تضاعف عدد عمليات الحظر. ومنذ ذلك الوقت، حظرت كنتاكي (1943) وتكساس زواج أبناء العم الأوائل، ومنذ 1985، فرضت مين استشارات جينية للزواج من أبناء العم لتقليل المخاطر الصحية. ولكن أوصى المؤتمر الوطني للمفوضين حول قوانين الولاية الموحدة بالإجماع في عام 1970 بإلغاء جميع هذه القوانين، ولكن لم تتخلى أي دولة عن حظرها.

## الجوانب الاجتماعية
يُقدَّر أن ما يزيد قليلاً عن 10٪ من جميع الزيجات حول العالم تتراوح بين أبناء العمومة الثانيين أو أقرب. يبدو أن المعدل الإجمالي آخذ في الانخفاض.
قال روبن بينيت، الباحث في جامعة واشنطن، إن الكثير من العداء تجاه أبناء العمومة المتزوجين يشكل تمييزًا.
إنه شكل من أشكال التمييز لا يتحدث عنه أحد. يقلق الناس من عدم الحصول على تأمين صحي - لكن القول بأن شخصًا ما لا يجب أن يتزوج بناءً على علاقته، عندما لا يكون هناك ضرر معروف لي، هو شكل من أشكال التمييز ".
من وجهة نظر مختلفة، يتهم ويليام ساليتان مؤلفي هذه الدراسة بالمعاناة من «الغرور الليبرالي الخلقي وبأن العلم يمكنه حل جميع الأسئلة الأخلاقية». بينما يعترف بسهولة بأن حظر زواج أبناء العم لا يمكن تبريره على أسس وراثية، يسأل ساليتان ما إذا كان من المقبول تقنين زواج العم أو «سفاح القربى» بين الأشقاء ثم السماح للفحص الجيني بالاعتناء بالمشكلات الناتجة.
مقال في صحيفة نيويورك تايمز بقلم سارة كيرشو يوثق مخاوف العديد من أبناء العمومة المتزوجين من أن يعاملوا بسخرية واحتقار. ويشير المقال إلى أنه "في حين أن العديد من الناس لديهم قصة عن ملامسات أو قبلة ابن عم بالسر، فإن معظم الأمريكيين يجدون فكرة أن أبناء العم يتزوجون وينجبون أطفالًا فكرة مزعجة أو حتى منفرة.
وتعطي مثالاً لأم واحدة، السيدة سبرينغ، التي تزوجت ابنتها كيمبرلي سبرينغ-وينترز، 29 سنة، من ابن عمها شين وينترز، 37 سنة. وقالت إنها عندما أخبرت الناس عن زواج ابنتها، أصيبوا بالصدمة، وبالتالي خشيت ذكر ذلك.
إنهم يعيشون في بلدة صغيرة في ولاية بنسلفانيا، وهي قلقة من أن أحفادها سيعاملون كمنبوذين ويسخرون منهم بسبب وضعهم الأبوي. ذكر زوج ابنة عم آخر أن أجداد أبنائهم لم يلتقوا أبداً بحفيديهم لأن الأجداد قطعوا الاتصال بسبب عدم الرضا عن زواج الزوجين. وحجب هذا الزوج أسماءهما من النشر.
في معظم المجتمعات، يبدو أن الزواج من ابن العم أكثر شيوعًا بين أولئك ذوي الوضع الاجتماعي والاقتصادي المنخفض، وبين الأميين وغير المتعلمين، وفي المناطق الريفية.
قد يكون هذا يرجع جزئيًا إلى تكلفة المهر أو انخفاض كبير في المهر والثروة الموجودة في مثل هذه الزيجات وكذلك مجموعة أصغر بكثير من مرشحي الزواج الناجحين في المناطق الريفية.
```
تشير بعض المجتمعات أيضًا إلى انتشار كبير بين العائلات المالكة للأرض والنخبة الحاكمة: هنا يُعتقد أن الاعتبارات ذات الصلة هي الحفاظ على ملكية الأسرة سليمة على مدى أجيال. 
```

متوسط العمر عند الزواج أقل بالنسبة لزواج أبناء العمومة، والفرق في دراسة باكستانية واحدة هو 1.10 و0.84 سنة لأبناء العم الأول والثاني، على التوالي. في باكستان، كانت أعمار الزوجين أيضًا أقرب إلى بعضهما البعض، حيث انخفض فارق السن من 6.5 سنوات للأزواج غير ذوي الصلة إلى 4.5 سنوات لأبناء العمومة. قد تحدث زيادة هامشية في الوقت المناسب للولادة الأولى، من 1.6 سنة بشكل عام إلى 1.9 عامًا عند أبناء العم الأول، وذلك بسبب السن الأصغر عند زواج أمهات الأقارب وما ينتج عن ذلك من عقم المراهقين أو تأخر الدخول.
كانت التوقعات بأن زواج أبناء العم سينخفض خلال أواخر القرن العشرين في المناطق التي يبدو أنها غير صحيحة إلى حد كبير. أحد أسباب ذلك هو أنه في العديد من المناطق، لا يعتبر زواج ابن العم مجرد تقليد ثقافي فحسب، بل يُعتقد أيضًا أنه يقدم فوائد اجتماعية واقتصادية كبيرة.
في جنوب آسيا، تسبب الطلب المتزايد على دفع المهر في ضائقة اقتصادية شديدة وارتبط «باختفاء المهر» في عدد من ولايات شمال الهند. إذا كان ذلك مسموحًا، يعتبر الزواج من قريب قريب خيارًا أكثر جدوى من الناحية الاقتصادية.
ثانيًا، أدت التحسينات في الصحة العامة إلى انخفاض معدلات الوفيات وزيادة أحجام الأسرة، مما يسهل العثور على قريب للزواج إذا كان هذا هو الخيار المفضل. قد تحدث الزيادات في زواج أبناء العم في الغرب أيضًا نتيجة للهجرة من آسيا وإفريقيا. على المدى القصير، خلص بعض المراقبين إلى أن القوى الجديدة الوحيدة التي يمكن أن تثبط مثل هذه النقابات هي الحظر الحكومي مثل تلك التي فرضتها الصين في عام 1981. على المدى الطويل، قد تنخفض المعدلات بسبب انخفاض حجم الأسرة، مما يجعل من الصعب العثور على أبناء عم! .
زواج أبناء العم مهم في العديد من النظريات الأنثروبولوجية من قبل مؤلفين بارزين مثل كلود ليفي ستروس، السير إدوارد تايلور، لويس هنري مورغان. نظر ليفي شتراوس إلى زواج الأقارب كشكل من أشكال الزواج الخارجي في سياق مجموعة أحادية النسب، مما يعني إما الأم أو الأب.
زواج الأقارب في المجتمعات ذات الأصل الأمومي يعني أن الذكر متزوج في الأسرة شقيقة والدته، وبذلك بنى تحالف بين العائلتين. ومع ذلك، فإن الزواج من ابنة أخت الأم (ابنة خالة) سيكون زواجًا داخليًا، وهذا يعني هنا داخل نفس مجموعة النسب، وبالتالي سيفشل في بناء تحالفات بين مجموعات مختلفة.
بالمقابل، في مجتمعات مثل الصين ذات الأصل الأبوي، يفشل الزواج من ابنة شقيق الأب في بناء التحالف. وفي المجتمعات التي تنتمي إلى كلا النوعين من النسب، حيث ينتمي الشخص إلى مجموعة أم والدته ووالد الأب ولكن ليس والد الأم أو أم الأب، فإن الزواج عبر ابن عم فقط هو وحده الذي نجح في بناء تحالفات.
افترض ليفي شتراوس أن الزواج من ابن العم له نتيجتين لإنشاء فئات تحدد تلقائيًا مجموعة الأزواج المحتملين وتحديد علاقة يمكن أن تقرر ما إذا كان الزوج المستقبلي مرغوبًا أم مستبعدًا. في حين أن أنظمة القرابة الأخرى تهيمن على واحد أو آخر من هذه الجوانب، في زواج الأقارب يتداخلون ويجتمعون .
الأهم من ذلك، أن الزواج من ابن عم هو النوع الوحيد من الاتحاد التفضيلي الذي يمكن أن يعمل بشكل طبيعي وحصري ولا يزال يمنح كل رجل وامرأة فرصة الزواج من ابن عم. على عكس الأنظمة الأخرى مثل زواج الأخوة أو الأخوات أو الأخ أو الأخت، فإن زواج الأقارب هو الأفضل لأنه لأسباب واضحة لا يمكن أن يشكل الآخرون قاعدة الزواج الحصرية أو الراجحة في أي مجموعة.
يقسم الزواج أبناء العمومة إلى أعضاء من نفس الجيل إلى مجموعتين متساويتين تقريبًا، أولئك من أبناء العمومة و«الأشقاء» الذين يشملون الأشقاء الحقيقيين وأبناء العمومة الموازيين (أبناء الخوال). وبالتالي، يمكن أن يكون زواج الأقارب شكلًا طبيعيًا للزواج في المجتمع، ولكن الأنظمة الأخرى المذكورة أعلاه يمكن أن تكون فقط أشكالًا متميزة. وهذا يجعل الزواج من أبناء العم مهمًا بشكل استثنائي.
يُنشئ زواج الأقارب أيضًا انقسامًا بين الأقارب الموصوفين والممنوعين الذين يمكن تبادلهم بشكل صارم من وجهة نظر القرب البيولوجي. يعتقد ليفي شتراوس أن هذا أثبت أن أصل حظر سفاح القربى هو اجتماعي بحت وليس بيولوجيًا. سمح زواج الأقارب في الواقع لعلم الإنسان بالتحكم في الدرجة البيولوجية من خلال دراسة الحالة التي تكون فيها درجة الأزواج المحظورين والموصوفين متساوية.
كتب ليفي شتراوس أنه من أجل فهم سبب معاملة اثنين من الأقارب من نفس الدرجة البيولوجية بشكل مختلف جدًا، سيكون من الممكن فهم ليس فقط مبدأ زواج الأقارب ولكن من حظر سفاح القربى نفسه. بالنسبة لزواج ليفي شتراوس من ابنة عمه لم يكن إما تعسفيًا اجتماعيًا أو نتيجة ثانوية لمؤسسات أخرى مثل التنظيم المزدوج أو ممارسة الزواج الخارجي. وبدلاً من ذلك، يمكن إيجاد سبب الزواج بين أبناء العمومة داخل المؤسسة نفسها. من بين الأنواع الثلاثة لمؤسسة قواعد الزواج الخارجي، والتنظيم المزدوج، والزواج من ابن العم، كان الأخير هو الأهم، مما جعل تحليل هذا الشكل من الزواج هو الاختبار الحاسم لأي نظرية حظر زواج.
وجد بعض الباحثين الأنثروبولوجيين أن الزواج بين أبناء الأقارب مرتبط بالسلطة الجسدية الأبوية، أي حقوق الأب أو واجباته. وفقا لبعض النظريات، في أنظمة القرابة هذه، يتزوج الرجل من ابنة عمه بسبب ارتباطها مع والدته الرعية. بسبب هذا الارتباط، الذي ربما يعززه التفاعل الشخصي مع ابن عم معين، قد يصبح «مولعا» بها، مما يجعل العلاقة «مناسبة عاطفيا». زواج الأقارب عبر الأبناء هو أندر أنواع جميع أنواع زواج الأقارب، وهناك بعض التساؤل حول ما إذا كان موجودًا أم لا.
على النقيض من ليفي شتراوس الذين اعتبروا تبادل النساء تحت زواج الأقارب على أنه المساواة في الأساس، اعتبر عالم الأنثروبولوجيا إدموند ليتش أن هذه الأنظمة بطبيعتها خلقت مجموعات من صغار وكبار السن وكانت جزءًا من الهيكل السياسي للمجتمع. بموجب نموذج ليتش، في الأنظمة التي يفصل فيها هذا الشكل من الزواج مجموعات النسب إلى مقدّمي الزوجة ومقدميها، لا يمكن تحديد الوضع الاجتماعي للفئتين من خلال الحجج المسبقة.
مجموعات مثل كاتشين التي تعرض زواج الأقارب لا تتبادل النساء في الهياكل الدائرية. حيث توجد مثل هذه الهياكل فهي غير مستقرة. علاوة على ذلك، فإن مجموعات التبادل ليست شرائح رئيسية في المجتمع، بل هي مجموعات محلية من نفس المجتمعات المحلية أو المجاورة.
رأت ليفي شتراوس أن النساء يتم استبدالهن دائمًا ببعض "prestation" التي يمكن أن تكون إما نساء أخريات أو عمالة وسلع مادية. ووافق ليتش على ذلك، لكنه أضاف أنه يمكن أن تتخذ الإجراءات التمهيدية شكل الأصول غير الملموسة مثل «المكانة» أو «الحالة» التي قد تكون إما لمقدمة الزوجة أو محتجزيها.
يصف علماء الأنثروبولوجيا روبرت ميرفي وليونارد كاسدان زواج ابن العم الموازي (ابن الخال) التفضيلي بأنه يؤدي إلى الانشقاق الاجتماعي، بمعنى أن «العداء والانشطار ليسا على الإطلاق عوامل مختلة ولكنها ضرورية لاستمرار المجتمع البدوي وقابليته للبقاء». أطروحتهم هي العكس من فريدريك بارث، الذي يصف الانشطار على أنه يؤدي بالشخص إلى الزواج من ابنة عم أو عمة.
بالنسبة لكل من ميرفي وكاسدان، يعمل النظام العربي لزواج ابن عم مواز على خلق مجموعات متجانسة «محدودة» و«جماعية» وبدلاً من ذلك يخلق ترتيبات حيث يرتبط كل شخص بالدم بمجموعة واسعة من الناس، مع درجة علاقة تتساقط تدريجياً فجأة. وبدلاً من الوحدات المؤسسية، يوصف المجتمع العربي بأنه يحتوي على «أقسام لاذعة»، وهو نوع من هيكل كسوري متكرر تكون فيه السلطة عادة ضعيفة على جميع المستويات ولكن يمكن تفعيلها عند المستوى المطلوب في أوقات الحرب. ويربطون هذا بمثل عربي قديم: «أنا ضد أخي ؛ أنا وأخي ضد ابن عمي ؛ ابن عمي وأخي وأنا ضد الغرباء». «في مثل هذا المجتمع حتى وجود كمية محدودة لن يؤدي زواج الأقارب إلى كسر عزلة مجموعة الأقارب، لأن أول أبناء عمومة غالبًا ما ينتهي بهم المطاف بأن يكونوا أبناء عمومة موازيين ثانيين.» بدلاً من التنظيم أفقيًا من خلال العلاقات العاطفية، عندما يكون التنظيم واسع النطاق ضروريًا، يتم تحقيقه عموديًا، عن طريق حساب المسافة من الأسلاف المشتركة. ويقال أن هذه الممارسة تمتلك مزايا مثل المرونة والقدرة على التكيف في مواجهة الشدائد.
وجدت دراسة بحثية حديثة أجريت على 70 دولة وجود علاقة سلبية ذات دلالة إحصائية بين شبكات القرابة بين الأقارب والديمقراطية. لاحظ المؤلفون أن عوامل أخرى، مثل الحالات الجينية المقيدة، قد تفسر هذه العلاقة أيضًا. يأتي هذا في أعقاب مقال كتبه ستيف سيلر عام 2003 ونشرته صحيفة «ذي أميركان كونسيرفتيف»، حيث ادعى أن المعدلات المرتفعة لزواج أبناء العم تلعب دورًا مهمًا في تثبيط الديمقراطية السياسية. يعتقد سيلر أنه نظرًا لأن العائلات التي تمارس زواج أبناء العمومة ترتبط ارتباطًا وثيقًا ببعضها البعض أكثر من غيرها، فإن مشاعر الولاء العائلي تميل إلى أن تكون شديدة بشكل غير معتاد، مما يعزز محاباة الأقارب.

## الوضع القانوني

### شرق آسيا
في الشرق الأقصى، كوريا الجنوبية مقيدة بشكل خاص مع حظر الزواج من أبناء العمومة الثالثة، مع منع جميع الأزواج الذين يحملون نفس اللقب ومنطقة الأصل من الزواج حتى عام 1997.
كما تحظر تايوان وكوريا الشمالية والفلبين زواج ابن العم الأول.
حظرت الصين زواج ابن العم الأول منذ عام 1981، وفقًا لقانون الزواج لجمهورية الصين الشعبية حاليًا، «المادة 7 لا يجوز عقد الزواج في أي من الحالات التالية: (1) إذا كان الرجل والمرأة هم أقارب خطية بالدم، أو أقارب جانبيون بالدم حتى الدرجة الثالثة من القرابة».
وبالمثل، في فيتنام، البند 3، المادة 10 من القانون الفيتنامي لعام 2000 بشأن الزواج والأسرة يمنع الزواج على الأشخاص المرتبطين بالدم حتى الدرجة الثالثة من القرابة.
الولايات المتحدة
تعترف بعض الولايات الأمريكية بالزيجات التي تتم في مكان آخر، خاصة عندما لا يكون الزوجان مقيمين في الولاية عند الزواج.
العديد من الولايات الأمريكية لديها حظر على زواج أبناء العم. اعتبارًا من فبراير 2014، حظرت 24 ولاية أمريكية الزواج بين أولاد العم، و19 ولاية أمريكية تسمح بالزواج بين أولاد العم، و7 ولايات أمريكية تسمح فقط ببعض الزيجات بين أولاد العم.
ست ولايات تحظر زواج أول ابن عم يتم إزالته مرة واحدة. تعترف بعض الولايات التي تحظر زواج ابن العم بالزواج من ابن عم في دول أخرى، ولكن هذا لا ينطبق بشكل عام على الرغم من المطالبات العرضية التي تتعارض مع ذلك.

## الانتشار
انتشار الزيجات حتى مسافة قريب ابن عم الدرجة الثانية في العالم، بما في ذلك المركز الوطني لمعلومات التكنولوجيا الحيوية في عام 2012.
البرازيل
تشير بيانات عام 2001 الأخيرة للبرازيل إلى أن معدل زواج أبناء العم بنسبة 1.1٪، منخفضًا من 4.8٪ عام 1957. التوزيع الجغرافي غير متجانس: في مناطق معينة، يكون المعدل عند المستويات الأوروبية النموذجية، ولكن في مناطق أخرى أعلى بكثير. وجد نيوتن فريري-مايا زواج أبناء الأب الموازي هو النوع الأكثر شيوعًا. في دراسته لعام 1957، تفاوت المعدل من 1.8٪ في الجنوب إلى 8.4٪ في الشمال الشرقي، حيث زاد التحرك إلى الداخل من الساحل، وكان أعلى في المناطق الريفية منه في المناطق الحضرية. انخفض القرابة بمرور الوقت وخاصة منذ القرن التاسع عشر. على سبيل المثال، في ساو باولو في منتصف القرن التاسع عشر، كان معدل زواج ابن عم على ما يبدو 16٪، ولكن بعد قرن، كان 1.9٪ فقط.

### شرق آسيا
يُسمح بزواج ابن العم الأول في اليابان، على الرغم من انخفاض معدل الإصابة في السنوات الأخيرة.
حظرت الصين زواج ابن العم الأول منذ عام 1981، على الرغم من أن الزواج عبر ابن العم كان شائعًا في الصين في الماضي في المناطق الريفية. ذكرت مقال نشرته صحيفة تشاينا ديلي من تسعينيات القرن الماضي عن تطبيق الحظر في مقاطعة لياونينغ الشمالية الشرقية، إلى جانب حظر زواج المعاقين بدنيًا وعقليًا، وكل ذلك له ما يبرره على أساس «تحسين النسل». تشير البيانات الموجودة المحدودة إلى بعض أنواع زواج الأقارب المتبقية إلى جانب ابنة شقيق الأب في العديد من القرى، مع وجود نسب عادة في الأرقام الفردية الدنيا. زعمت مقالة نشرتها مجلة تايم عام 2002 أن الاختلال المتزايد في عدد الذكور والإناث يتسبب في المزيد من زيجات ابن العم، حيث يكافح الذكور «اليائسين» للعثور على العرائس.

### أوروبا
ألمانيا
ربع الزيجات بين الأتراك في ألمانيا هي زيجات لقريب من العائلة وفقًا لـ Essener Zentrum .
هولندا
كما أجرت هولندا نقاشًا حديثًا وصل إلى مستوى اقتراح رئيس الوزراء حظر زواج ابن عمه. تهدف السياسة المقترحة صراحة إلى منع «زواج الاستيراد» من دول معينة مثل المغرب التي لديها معدل مرتفع من زواج ابن عم. يجادل النقاد بأن مثل هذا الحظر من شأنه أن يتعارض مع القسم 8 من الاتفاقية الأوروبية لحقوق الإنسان، ولا يقوم على العلم، وسيؤثر أكثر من المهاجرين. في حين أن بعض المؤيدين يجادلون في أن مثل هذه الزيجات كانت محظورة حتى عام 1970، وفقا لـ Frans van Poppel من المعهد الديموغرافي متعدد التخصصات الهولندي، فإنهم يخلطون بين أبناء العم وزواج ابنة العم.
المملكة المتحدة
في الطبقتين العليا والعليا الإنجليزية، ظل انتشار زواج ابن العم الأول ثابتًا بين 4٪ و5٪ في معظم القرن التاسع عشر. ثم فجأة، بعد الحرب العالمية الأولى، أصبح زواج ابن العم غير عادي للغاية. بحلول ثلاثينيات القرن العشرين، كان زواج واحد فقط من 6000 كان مع ابن عمه الأول. وجدت دراسة أجريت على سكان لندن من الطبقة المتوسطة التي أجريت في الستينيات أن زواجًا واحدًا فقط في 25000 كان بين أولاد العم.
كان هناك الكثير من الجدل في السنوات القليلة الماضية في المملكة المتحدة حول ما إذا كان سيتم تثبيط زواج الأقارب من خلال حملات العلاقات العامة الحكومية أو حظرها بالكامل. وقد أثار الجدل مهاجر باكستاني يشكل السكان 1.5٪ من البريطانيين، منهم 50-70٪ يتزوجون من ابن عمهم الأول. في الثمانينيات، وجد الباحثون أن الأطفال الذين تربطهم علاقة وثيقة بالآباء الباكستانيين لديهم معدل وراثي جسمي في الراحة بنسبة 4٪ مقارنة بـ 0.1٪ للمجموعة الأوروبية. على سبيل المثال، قال وزير البيئة (وزير الهجرة لاحقًا) فيل وولاس في عام 2008، «إذا كان لديك طفل مع ابن عمك فمن المحتمل أن تكون هناك مشكلة وراثية» وأن مثل هذه الزيجات كانت «الفيل في الغرفة». تحدث الطبيب محمد ولجي ضد هذه الممارسة، قائلاً إنها سبب «مهم جدًا» لوفاة الرضيع، وأن ممارسته أنتجت منشورات تحذرها. ومع ذلك، يشير آلان بيتلز من مركز علم الجينوم المقارن في أستراليا إلى أن خطر العيوب الخلقية يرتفع من حوالي 2٪ في عموم السكان إلى 4٪ بالنسبة لأبناء عمومتهم، وبالتالي «سيكون من الخطأ حظره». كما انتقدت أمراء دار من جامعة ليدز ما أسمته «عرضًا مقلقًا للبيانات» يبالغ في المخاطرة.
أظهر تحليل عام 2008 لوفيات الرضع في برمنغهام أن الرضع من «جنوب آسيا» لديهم ضعف معدل وفيات الرضع و3 أضعاف معدل وفيات الرضع بسبب التشوهات الخلقية.

### الشرق الأوسط
المقال الرئيسي: زواج ابن عم في الشرق الأوسط
تتمتع منطقة الشرق الأوسط بمعدلات عالية بشكل فريد لزواج ابن عم بين مناطق العالم. بعض دول الشرق الأوسط، بما في ذلك المملكة العربية السعودية، لديها معدلات زواج من أول أو أولاد عمومة قد تتجاوز 70٪. قدرت العراق في إحدى الدراسات بنسبة 33٪.
تتطلب جميع الدول العربية في الخليج العربي حاليًا إجراء فحص جيني مسبق لجميع الأزواج المحتملين. كانت قطر الدولة الخليجية الأخيرة التي قامت بإجراء فحص إلزامي في عام 2009، بشكل رئيسي لتحذير الأزواج ذوي الصلة الذين يخططون للزواج من أي مخاطر وراثية قد يواجهونها. يبلغ المعدل الحالي لزواج ابن العم 54٪، بزيادة 12-18٪ عن الجيل السابق. وجد تقرير صادر عن مركز الدراسات الجينومية العربية ومقره دبي في سبتمبر 2009 أن العرب لديهم أحد أعلى معدلات الاضطرابات الوراثية في العالم، ويرتبط ما يقرب من ثلثيها بالاقارب. تشير الأبحاث التي أجراها أحمد طيبي إلى أن زواج الأقارب يتراجع في لبنان والأردن والمغرب وبين الفلسطينيين في إسرائيل، لكنه يتزايد في الإمارات العربية المتحدة.
يربط أحمد طيبي الزيادة في زواج ابن العم في قطر ودول عربية أخرى في الخليج العربي بالتقاليد القبلية والاقتصادات الآخذة في التوسع في المنطقة. وقال: «تميل العائلات الغنية إلى الزواج من عائلات ثرية ومن عائلاتهم - والأغنياء يحبون حماية ثرواتهم». «لذا فهي اقتصادية إلى حد ما، كما أنها ثقافية إلى حد ما.» وفيما يتعلق بالمعدلات المرتفعة للأمراض الجينية في هذه المجتمعات، يقول: «إنها بالتأكيد مشكلة»، ولكن أيضًا «أن القضية هنا ليست زواج ابن عم، المشكلة هنا هي تجنب المرض».
في العديد من دول الشرق الأوسط، يعتبر الزواج من ابنة شقيق الأب (FBD) مثاليًا، على الرغم من أن هذا النوع قد لا يفوق عدد الأنواع الأخرى دائمًا. للزواج والزواج من FBD كما يتم ممارستها بالفعل، والتي تتضمن دائمًا أيضًا أنواعًا أخرى من أبناء العم والأزواج غير ذوي الصلة. يستشهد Holý بشعب Berti في السودان، الذين يعتبرون أن FBD هي أقرب امرأة إلى رجل خارج النطاق المحظور. إذا كانت هناك أكثر من علاقة واحدة بين الزوجين، والتي غالبًا ما تنتج عن الأجيال المتتالية من زواج ابن عم، يتم احتساب العلاقة الأبوية فقط. يفضل الزواج داخل النسب على الزواج خارج النسب حتى في حالة عدم معرفة علاقة الأنساب الدقيقة. من بين 277 زواجًا، كان 84 فقط بين الأزواج غير قادرين على تتبع أي علاقة بين الأنساب بينهما. من بين هؤلاء، في 64، كان الزوجان من نفس النسب. ومع ذلك، من بين 85 زواجًا لزوجة ثانية أو ثالثة، في 60، كان الزوجان من سلالات مختلفة. لدى المري مجموعة محدودة جدًا من المحظورات التي تشمل فقط الأقارب الخطيين، الأخت، والخالات باستثناء زوجة شقيق الأم. يُنظر إلى الإناث من سلالة الأم على أنهما مترابطان بشكل فضفاض فقط. وأخيرًا، يفضل عرب البقارة زواج MBD أولاً، يليه زواج الأقارب إذا كان ابن العم عبر عضو في السرة نفسها، وهي مجموعة من العوالم من عمق خمسة أو ستة أجيال. التالي هو الزواج داخل السرة. لا يوجد تفضيل للزواج بين أبناء العمومة الموازيين.

### جنوب آسيا
الهند
تختلف المواقف في الهند بشأن زواج ابن عم بشكل حاد حسب المنطقة والثقافة. يأخذ قانون الأسرة في الهند في الاعتبار الممارسات الدينية والثقافية وجميعها معترف بها على قدم المساواة. بالنسبة للمسلمين، الذي يحكمه قانون الأحوال الشخصية غير المدون، من المقبول والقانوني الزواج من ابن عم أول، ولكن بالنسبة للهندوس، قد يكون غير قانوني بموجب قانون الزواج الهندوسي لعام 1955، على الرغم من أن الوضع المحدد أكثر تعقيدًا. قانون الزواج الهندوسي يجعل زواج ابن عم غير قانوني بالنسبة للهندوس باستثناء الزيجات التي تسمح بها العادات الإقليمية. ممارسات الأقلية المسيحية الصغيرة تعتمد أيضًا على الموقع: معدلات زواج ابن عمها أعلى في الولايات الجنوبية مثل كارناتاكا بمعدلات إجمالية عالية. بصرف النظر عن قوانين الأحوال الشخصية القائمة على الدين والتي تحكم الزواج، يحكم قانون الزواج المدني المسمى قانون الزواج الخاص، 1954. أولئك الذين لا يرغبون في الزواج بناءً على قوانين الأحوال الشخصية التي تحكمها الممارسات الدينية والثقافية قد يختارون الزواج بموجب هذا القانون. وهي تحدد علاقة ابن العم الأول بالتوازي والعرض على أنها محظورة. قد ينشأ نزاع بين الدرجات المحظورة بناءً على هذا القانون وقانون الأحوال الشخصية، لكن في غياب أي قوانين أخرى، فإنه ما زال دون حل.
يحظر زواج ابن عم وينظر إلى سفاح القربى للهندوس في شمال الهند. في الواقع، قد يكون من غير المقبول الزواج داخل قرية واحدة أو زواج شقيقين من نفس القرية. يسود نموذج القرابة الشمالية في ولايات آسام، وبيهار، وتشاتيسغار، وغوجارات، وهاريانا، وهيماشال براديش، وجهارخاند، وماديا براديش، وأوديشا، وبنجاب، وراجستان، وسيكيم، وتريبورا، وأوتار براديش، وأوتاراخاند، وغرب البنغال. ومع ذلك، بالنسبة لبعض المجتمعات في جنوب الهند، من الشائع أن يتزوج أبناء عموم الهندوس، مع تفضيل زواج الأقارب عبر الزوجية (ابنة أخ الأم) بشكل خاص. في المنطقة، «تعتبر النقابات العم والعم وابن العم الأول تفضيلية وتشكل معًا حوالي 30٪ من الزيجات».
في العديد من مجتمعات شمال الهند، مثل Brahmins، Rajputs، Vaishyas، Jats، Yadavs، كل من يرتبط مباشرة بأربعة ألقاب - لقب خاص (لقب الأب)، اسم العائلة قبل الزواج، اسم العائلة لجدة الأب، اسم العائلة لجدة الأم - اسم العائلة لجدة الأم - يقع خارج دائرة الزواج المسموح به. تُعرف هذه الألقاب باسم gotra. لا يمكن أن يكون لدى غوترا مرشحين اثنين يرغبان في الزواج. لا يُسمح بالزواج إلا عندما تكون كل هذه الفروع مختلفة لكل من المرشحين، لذلك يستبعد هذا تلقائيًا زواج أقرب الأقرباء. يثبط زواج ابن عم بين التيلجو البراهمة في ولاية أندرا براديش، مثل Gauda وDravida Brahmins.
الممارسات في غرب الهند بشكل عام أقرب إلى الشمال من الجنوب، لكن الاختلافات موجودة هنا مرة أخرى. على سبيل المثال، في مومباي، أظهرت الدراسات التي أجريت في عام 1956 أن 7.7 ٪ من الهندوس تزوجوا من ابن عم ثان أو أقرب. على النقيض من ذلك، في مدينة نيودلهي الشمالية، تزوج 0.1 ٪ فقط من الهندوس من ابن عم أول خلال الثمانينيات. على الجانب الآخر، تم إجراء دراسات في ولاية كارناتاكا بجنوب الهند، والتي تحتوي على بنغالور، خلال تلك الفترة تظهر ثلث الهندوس بالكامل متزوج من ابن عم ثان أو أقرب. ما قبل عام 2000 مادهيا براديش، التي انقسمت منها تشهاتيسجاره الآن، وماهاراشترا، التي تحتوي على مومباي، هي دول متوسطة في ممارسات القرابة.
تمثل الأقلية المسلمة في الهند حوالي 14 ٪ من سكانها ولديها معدل عام من زواج الأقارب بنسبة 22 ٪ وفقًا لتقرير عام 2000. قد يكون هذا إرثًا من تقسيم شبه القارة إلى الهند وباكستان، عندما حدثت هجرة مسلمة كبيرة إلى باكستان من الأجزاء الشرقية من ولاية البنجاب الموحدة السابقة. في جنوب الهند، على النقيض من ذلك، فإن المعدلات ثابتة إلى حد ما، باستثناء مسلمي مالابار من جنوب الهند في ولاية كيرالا (9 ٪) الذين يدعون النسب من التجار العرب الذين استقروا بشكل دائم في الهند في القرن الثامن. على النقيض من ذلك، فإن معظم المسلمين الهنود هم نتيجة تحول الهندوس إلى الإسلام في القرن السادس عشر أو في وقت لاحق. وكان أدنى معدل لمنطقة هندية بأكملها في شرق الهند (15٪). كانت معدلات الأقارب مستقرة بشكل عام عبر العقود الأربعة التي توجد بها بيانات، على الرغم من أن زواج ابن العم الثاني يبدو أنه قد انخفض لصالح زواج ابن العم الأول.
باكستان
في باكستان، يكون زواج ابن عمه قانونيًا وشائعًا. أسباب الأقارب هي لأسباب اقتصادية ودينية وثقافية.تم الإبلاغ عن زواج الأقارب في باكستان ليكون أعلى من 60 ٪ من السكان في عام 2014.
في بعض المناطق، لوحظ أن النسبة الأعلى من زيجات ابن العم الأول في باكستان هي سبب زيادة معدل اضطرابات الدم لدى السكان.
الولايات المتحدة
البيانات عن زواج ابن عم في الولايات المتحدة قليلة. وقد قدر في عام 1960 أن 0.2٪ من جميع الزيجات بين الروم الكاثوليك كانت بين أبناء العم الأول أو الثاني، ولكن لم يتم إجراء دراسات حديثة على مستوى الدولة. ومن غير المعروف ما هي نسبة هذا العدد من أبناء العمومة، وهي المجموعة التي تواجه حظر الزواج. لتحديد حجم المجموعة، كانت النسبة الإجمالية للزيجات بين الأعراق في عام 1960، وهي آخر سنة تعداد قبل نهاية قوانين مكافحة سوء التهجين، 0.4٪، وكانت نسبة الزيجات السوداء والبيضاء 0.13٪. في حين أن الدراسات الحديثة ألقت بظلال من الشك الشديد حول ما إذا كان زواج ابن عم خطيرًا كما يفترض شعبياً، إلا أن الأساتذة ديان بول وهاميش ج. أو حتى فرد واحد - يمكن أن يكون فعالاً في النظام الأمريكي اللامركزي، خاصة عندما لا تتفاقم المشاعر على الجانب الآخر من القضية ".
قدم فيليس كان مشروع قانون لإلغاء حظر زواج ابن العم الأول في ولاية مينيسوتا في عام 2003، لكنه توفي في اللجنة. وانتقد زعيم الأقلية الجمهورية مارتي سيفرت مشروع القانون رداً على ذلك قائلاً إنه «سيحولنا إلى أركنساس باردة». وفقًا لجريدة The Wake بجامعة مينيسوتا، كان كان يدرك أن مشروع القانون لديه فرصة ضئيلة للمرور، لكنه قدمه على أي حال للفت الانتباه إلى هذه القضية. وبحسب ما ورد حصلت على الفكرة بعد أن علمت أن زواج ابن عم هو شكل مقبول من أشكال الزواج بين بعض المجموعات الثقافية التي لها وجود قوي في مينيسوتا، وبالتحديد الهمونغ والصوماليين.
على النقيض من ذلك، رعى مندوبا ميريلاند هنري ب.هيلر وكومار ب.بارف مشروع قانون لحظر زواج ابن العم الأول في عام 2000. حصل على أكثر من مشروع قانون كان، مرر مجلس النواب بنسبة 82 إلى 46 على الرغم من تصويت معظم الجمهوريين بالرفض، لكنه توفي في النهاية في مجلس الشيوخ بالولاية. ردا على زواج 2005 من أول أبناء عمومة بنسيلفانيا إليانور أمرحين ودونالد و. أندروز الأب في ماريلاند، قال هيلر إنه قد يعيد إحياء مشروع القانون لأن مثل هذه الزيجات «مثل لعب الروليت الجيني».
في الواقع، أقرت تكساس حظرًا على زواج ابن العم الأول في نفس العام الذي تزوج فيه عمروهاين واندروز، من الواضح كرد فعل على وجود الكنيسة الأصولية المتعددة الزوجات ليسوع المسيح لقديسي الأيام الأخيرة (FLDS). ممثل تكساس هارفي هيلدربران، الذي تضم منطقته مجمع FLDS الرئيسي، كتب تعديلاً على قانون حماية الطفل ليثني FLDS عن الاستقرار في تكساس و"يمنع تكساس من الخضوع لممارسات أخذ العرائس، زنا المحارم، إساءة الرعاية والعنف المنزلي ". بينما قال هيلدربران أنه ما كان ليكتب مشروع قانون لحظر زواج ابن عمه الأول فحسب، لكنه قال أيضًا في مقابلة: "أبناء العمومة لا يتزوجون مثلما لا يتزوج الأشقاء. وعندما يحدث ذلك يكون لديك سوء بعض المصادر الإخبارية ذكرت فقط أحكام تعدد الزوجات وإساءة معاملة الأطفال وتجاهلت جزء زواج ابن عم من مشروع القانون، كما فعلت بعض المصادر الحديثة. جعل القانون الجديد ممارسة الجنس مع ابن عمه البالغ جناية أكثر خطورة من الأفراد البالغين من العائلة المباشرة. ومع ذلك، تم تعديل هذا النظام الأساسي في عام 2009 ؛ في حين أن ممارسة الجنس مع أفراد العائلة المقربين البالغين (بما في ذلك أولاد العمومة) يظل جناية، فإن العقوبة الأكثر خطورة ترتبط الآن بممارسة الجنس مع سلف أو فرد مباشر مباشر.
تسمح ولاية ماين الأمريكية بزواج ابن العم الأول إذا وافق الزوجان على الحصول على استشارات وراثية، في حين تسمح نورث كارولينا بذلك طالما أن المتقدمين للزواج ليسوا من أولاد العمومة المزدوجين، مما يعني أبناء العم من خلال كلا الأبوين. في الولايات الـ 25 الأخرى التي تسمح على الأقل بزواج ابن العم الأول، لم يتم تمييز أبناء العمومة المزدوجين.
لدى الدول قوانين مختلفة تتعلق بالزواج بين أبناء العمومة والأقارب الآخرين، والتي تنطوي على عوامل تشمل ما إذا كان طرفا الزواج هم من أبناء العم أو من أبناء العمومة أو العقم أو أكثر من 65 عامًا، أو ما إذا كان تقليدًا سائدًا في الثقافة الأم أو أصل النسب، حالة التبني، في القانون، سواء كان مطلوبًا تقديم المشورة الجينية أم لا، وما إذا كان مسموحًا له بالزواج من ابن عمه بمجرد إزالته.

## الجوانب الاجتماعية
قال روبن بينيت، الباحث في جامعة واشنطن، إن الكثير من العداء تجاه أبناء العمومة المتزوجين يشكل تمييزًا.
إنه شكل من أشكال التمييز لا يتحدث عنه أحد. يقلق الناس من عدم الحصول على تأمين صحي - لكن القول بأن شخصًا ما لا يجب أن يتزوج بناءً على علاقته، عندما لا يكون هناك ضرر معروف لي، هو شكل من أشكال التمييز ".
من وجهة نظر مختلفة، يتهم ويليام ساليتان مؤلفي هذه الدراسة بالمعاناة من "الغرور الليبرالي الخلقي وأن العلم يحل جميع الأسئلة الأخلاقية". بينما يعترف بسهولة بأن حظر زواج ابن عم لا يمكن تبريره على أسس وراثية، يسأل ساليتان بلاغًا ما إذا كان من المقبول تقنين زواج العم أو "سفاح القربى" بين الأشقاء ثم السماح للفحص الجيني بالاعتناء بالمشكلات الناتجة. مقال في صحيفة نيويورك تايمز بقلم سارة كيرشو يوثق مخاوف العديد من أبناء العمومة المتزوجين من أن يعاملوا بسخرية واحتقار. ويشير المقال إلى أنه "في حين أن العديد من الناس لديهم قصة عن سحق أو قبلة ابن عم سري، فإن معظم الأمريكيين يجدون فكرة أن أبناء العم يتزوجون وينجبون أطفالًا مزعجين أو حتى ينفرون. وتعطي مثالاً لأم واحدة، السيدة سبرينغ، التي تزوجت ابنتها كيمبرلي سبرينغ-وينترز، 29 سنة، من ابن عمها شين وينترز، 37. وقالت إنها عندما أخبرت الناس عن زواج ابنتها، أصيبوا بالصدمة، وبالتالي يخشى ذكر ذلك. إنهم يعيشون في بلدة صغيرة في ولاية بنسلفانيا، وهي قلقة من أن أحفادها سيعاملون كمنبوذين ويسخرون منهم بسبب وضعهم الأبوي. ذكر زوج ابنة عم آخر أن أجداد أطفال أبنائهم لم يلتقوا أبداً بحفيديهم لأن الأجداد قطعوا الاتصال بسبب عدم الرضا عن زواج الزوجين. حجب هذا الزوج أسماءهما من النشر.
في معظم المجتمعات، يبدو أن زواج ابن العم أكثر شيوعًا بين أولئك ذوي الوضع الاجتماعي والاقتصادي المنخفض، وبين الأميين وغير المتعلمين، وفي المناطق الريفية. قد يكون هذا يرجع جزئيًا إلى الرمز المهر أو انخفاض كبير في المهر والثروة الموجودة في مثل هذه الزيجات وكذلك مجموعة أصغر بكثير من مرشحي الزواج الناجحين في المناطق الريفية. تشير بعض المجتمعات أيضًا إلى انتشار كبير بين العائلات المالكة للأرض والنخبة الحاكمة: هنا يُعتقد أن الاعتبارات ذات الصلة هي الحفاظ على ملكية الأسرة سليمة على مدى أجيال. متوسط العمر عند الزواج أقل بالنسبة لزواج أبناء العم، والفرق في دراسة باكستانية واحدة هو 1.10 و0.84 سنة لأبناء العم الأول والثاني، على التوالي. في باكستان، كانت أعمار الزوجين أيضًا أقرب إلى بعضهما البعض، حيث انخفض فارق السن من 6.5 سنوات للأزواج غير ذوي الصلة إلى 4.5 سنوات لأبناء عمومتك. قد تحدث زيادة هامشية في الوقت المناسب للولادة الأولى، من 1.6 سنة بشكل عام إلى 1.9 عامًا عند أبناء العم الأول، وذلك بسبب السن الأصغر عند زواج أمهات الأقارب وما ينتج عن ذلك من عقم المراهقين أو تأخر الدخول.
كانت التوقعات بأن زواج ابن العم سينخفض خلال أواخر القرن العشرين في المناطق التي يبدو أنها تفضيلية غير صحيحة إلى حد كبير. أحد أسباب ذلك هو أنه في العديد من المناطق، لا يعتبر زواج ابن عم مجرد تقليد ثقافي فحسب، بل يُعتقد أيضًا أنه يقدم فوائد اجتماعية واقتصادية كبيرة. في جنوب آسيا، تسبب الطلب المتزايد على دفع المهر في ضائقة اقتصادية شديدة وارتبط «بوفيات المهر» في عدد من ولايات شمال الهند. إذا كان ذلك مسموحًا، يعتبر الزواج من قريب قريب خيارًا أكثر جدوى من الناحية الاقتصادية. ثانيًا، أدت التحسينات في الصحة العامة إلى انخفاض معدلات الوفيات وزيادة أحجام الأسرة، مما يسهل العثور على قريب للزواج إذا كان هذا هو الخيار المفضل. قد تحدث الزيادات في زواج ابن عم في الغرب أيضًا نتيجة للهجرة من آسيا وإفريقيا. على المدى القصير، خلص بعض المراقبين إلى أن القوى الجديدة الوحيدة التي يمكن أن تثبط مثل هذه النقابات هي الحظر الحكومي مثل تلك التي فرضتها الصين في عام 1981. على المدى الطويل، قد تنخفض المعدلات بسبب انخفاض حجم الأسرة، مما يجعل من الصعب العثور عليها أبناء العم على الزواج.
زواج ابن عم مهم في العديد من النظريات الأنثروبولوجية من قبل مؤلفين بارزين مثل كلود ليفي ستروس، السير إدوارد تايلور، لويس هنري مورغان. نظر ليفي شتراوس إلى زواج الأقارب كشكل من أشكال الزواج الخارجي في سياق مجموعة أحادية النسب، مما يعني إما الأم أو الأبوين. زواج الأقارب عبر الزوجية في المجتمعات ذات الأصل الأمومي يعني أن الذكر متزوج في الأسرة شقيق والدته، وبناء تحالف بين العائلتين. ومع ذلك، فإن الزواج من ابنة أخت الأم (ابن عم موازي) سيكون زواجًا داخليًا، وهذا يعني هنا داخل نفس مجموعة النسب، وبالتالي سيفشل في بناء تحالفات بين مجموعات مختلفة. بالمقابل، في مجتمعات مثل الصين ذات الأصل الأبوي، يفشل الزواج من ابنة شقيق الأب في بناء التحالف. وفي المجتمعات التي تنتمي إلى كلا النوعين من النسب، حيث ينتمي الشخص إلى مجموعة أم والدته ووالد الأب ولكن ليس والد الأم أو أم الأب، فإن الزواج عبر ابن عم فقط هو وحده الذي نجح في بناء تحالفات.
افترض ليفي شتراوس أن الزواج عبر ابن العم له نتيجتين لإنشاء فئات تحدد تلقائيًا مجموعة الأزواج المحتملين وتحديد علاقة يمكن أن تقرر ما إذا كان الزوج المستقبلي مرغوبًا أم مستبعدًا. في حين أن أنظمة القرابة الأخرى تهيمن على واحد أو آخر من هذه الجوانب، في زواج الأقارب يتداخلون ويجمعون آثارهم. وهو يختلف عن محظورات سفاح القربى من حيث أن الأخير يستخدم سلسلة من العلاقات السلبية، قائلًا من لا يستطيع المرء أن يتزوج، في حين أن زواج الأقارب يستخدم علاقات إيجابية، قائلاً لمن يجب أن يتزوج. الأهم من ذلك، أن الزواج عبر ابن عم هو النوع الوحيد من الاتحاد التفضيلي الذي يمكن أن يعمل بشكل طبيعي وحصري ولا يزال يمنح كل رجل وامرأة فرصة الزواج من ابن عم. على عكس الأنظمة الأخرى مثل زواج الأخوة أو الأخوة أو الأخ أو الأخت، فإن زواج الأقارب هو الأفضل لأنه لأسباب واضحة لا يمكن أن يشكل الآخرون قاعدة الزواج الحصرية أو الراجحة في أي مجموعة. يقسم الزواج عبر أبناء العمومة أعضاء من نفس الجيل إلى مجموعتين متساويتين تقريبًا، أولئك من أبناء العمومة و«الأشقاء» الذين يشملون الأشقاء الحقيقيين وأبناء العمومة الموازيين. وبالتالي، يمكن أن يكون زواج الأقارب شكلًا طبيعيًا للزواج في المجتمع، ولكن الأنظمة الأخرى المذكورة أعلاه يمكن أن تكون فقط أشكالًا متميزة. وهذا يجعل الزواج عبر ابن العم مهمًا بشكل استثنائي.
يُنشئ زواج الأقارب أيضًا انقسامًا بين الأقارب الموصوفين والممنوعين الذين يمكن تبادلهم بشكل صارم من وجهة نظر القرب البيولوجي. يعتقد ليفي شتراوس أن هذا أثبت أن أصل حظر سفاح القربى هو اجتماعي بحت وليس بيولوجيًا. سمح زواج الأقارب في الواقع لعلم الإنسان بالتحكم في الدرجة البيولوجية من خلال دراسة الحالة التي تكون فيها درجة الأزواج المحظورين والموصوفين متساوية. كتب ليفي شتراوس أنه من أجل فهم سبب معاملة اثنين من الأقارب من نفس الدرجة البيولوجية بشكل مختلف جدًا، سيكون من الممكن فهم ليس فقط مبدأ زواج الأقارب ولكن من حظر سفاح القربى نفسه. بالنسبة لزوج ليفي شتراوس عبر ابن عمه لم يكن إما تعسفيًا اجتماعيًا أو نتيجة ثانوية لمؤسسات أخرى مثل التنظيم المزدوج أو ممارسة الزواج الخارجي. وبدلاً من ذلك، يمكن إيجاد سبب الزواج بين أبناء العمومة داخل المؤسسة نفسها. من بين الأنواع الثلاثة لمؤسسة قواعد الزواج الخارجي، والتنظيم المزدوج، والزواج عبر ابن العم، كان الأخير هو الأهم، مما جعل تحليل هذا الشكل من الزواج هو الاختبار الحاسم لأي نظرية حظر الزواج.
وجد بعض الباحثين الأنثروبولوجيين أن الزواج بين أبناء الأقارب مرتبط بالسلطة الجسدية الأبوية، أي حقوق الأب أو واجباته. وفقا لبعض النظريات، في أنظمة القرابة هذه، يتزوج الرجل من ابن عمه عبر الزوجية بسبب ربطها مع والدته الرعية. بسبب هذا الارتباط، الذي ربما يعززه التفاعل الشخصي مع ابن عم معين، قد يصبح «مولعا» بها، مما يجعل العلاقة «مناسبة عاطفيا». زواج الأقارب عبر الأبناء هو أندر أنواع جميع أنواع زواج الأقارب، وهناك بعض التساؤل حول ما إذا كان موجودًا أم لا.
على النقيض من ليفي شتراوس الذين اعتبروا تبادل النساء تحت زواج الأقارب عبر الزوجية على أنه المساواة في الأساس، اعتبر عالم الأنثروبولوجيا إدموند ليتش أن هذه الأنظمة بطبيعتها خلقت مجموعات من صغار وكبار السن وكانت جزءًا من الهيكل السياسي للمجتمع. بموجب نموذج ليتش، في الأنظمة التي يفصل فيها هذا الشكل من الزواج مجموعات النسب إلى مقدّمي الزوجة ومقدميها، لا يمكن تحديد الوضع الاجتماعي للفئتين من خلال الحجج المسبقة. مجموعات مثل كاتشن التي تعرض زواج الأقارب عبر الزوجية لا تتبادل النساء في الهياكل الدائرية. حيث توجد مثل هذه الهياكل فهي غير مستقرة. علاوة على ذلك، فإن مجموعات التبادل ليست شرائح رئيسية في المجتمع، بل هي مجموعات محلية من نفس المجتمعات المحلية أو المجاورة. رأت ليفي شتراوس أن النساء يتم استبدالهن دائمًا ببعض "prestation" التي يمكن أن تكون إما نساء أخريات أو عمالة وسلع مادية. ووافق ليتش على ذلك، لكنه أضاف أنه يمكن أن تتخذ الإجراءات التمهيدية شكل الأصول غير الملموسة مثل «المكانة» أو «الحالة» التي قد تكون إما لمقدمة الزوجة أو محتجزيها.
يصف علماء الأنثروبولوجيا روبرت ميرفي وليونارد كاسدان زواج ابن العم الموازي التفضيلي بأنه يؤدي إلى الانشقاق الاجتماعي، بمعنى أن «العداء والانشطار ليسا على الإطلاق عوامل مختلة ولكنها ضرورية لاستمرار المجتمع البدوي وقابليته للبقاء». أطروحتهم هي العكس من فريدريك بارث، الذي يصف الانشطار على أنه يؤدي إلى زواج ابن عمه. بالنسبة لكل من ميرفي وكاسدان، يعمل النظام العربي لزواج ابن عم مواز على خلق مجموعات متجانسة «محدودة» و«جماعية» وبدلاً من ذلك يخلق ترتيبات حيث يرتبط كل شخص بالدم بمجموعة واسعة من الناس، مع درجة العلاقة تتساقط تدريجياً على عكس فجأة. وبدلاً من الوحدات المؤسسية، يوصف المجتمع العربي بأنه يحتوي على «أقسام لاذعة»، وهو نوع من هيكل كسوري متكرر تكون فيه السلطة عادة ضعيفة على جميع المستويات ولكن يمكن تفعيلها عند المستوى المطلوب في أوقات الحرب. ويربطون هذا بمثل عربي قديم: «أنا ضد أخي ؛ أنا وأخي ضد ابن عمي ؛ ابن عمي وأخي وأنا ضد الغرباء». «في مثل هذا المجتمع حتى وجود كمية محدودة لن يؤدي زواج الأقارب إلى كسر عزلة مجموعة الأقارب، لأن أول أبناء عموميات الصليب غالبًا ما ينتهي بهم المطاف بأن يكونوا أبناء عمومة موازيين ثانيين.» بدلاً من التنظيم أفقيًا من خلال العلاقات العاطفية، عندما يكون التنظيم واسع النطاق ضروريًا، يتم تحقيقه عموديًا، عن طريق حساب المسافة من الأسلاف المشتركة. ويقال أن هذه الممارسة تمتلك مزايا مثل المرونة والقدرة على التكيف في مواجهة الشدائد.
وجدت دراسة بحثية حديثة أجريت على 70 دولة وجود علاقة سلبية ذات دلالة إحصائية بين شبكات القرابة الأقارب والديمقراطية. لاحظ المؤلفون أن عوامل أخرى، مثل الحالات الجينية المقيدة، قد تفسر هذه العلاقة أيضًا. يأتي هذا في أعقاب مقال كتبه ستيف سيلر عام 2003 ونشرته صحيفة «ذي أميركان كونسيرفتيف»، حيث ادعى أن المعدلات المرتفعة لزواج ابن العم تلعب دورًا مهمًا في تثبيط الديمقراطية السياسية. يعتقد سيلر أنه نظرًا لأن العائلات التي تمارس زواج ابن عم ترتبط ارتباطًا وثيقًا ببعضها البعض أكثر من غيرها، فإن مشاعر الولاء العائلي تميل إلى أن تكون شديدة بشكل غير معتاد، مما يعزز محاباة الأقارب.

## آراء دينية
الكتاب المقدس
إن أبناء العم غير مدرجين في قوائم العلاقات المحظورة المنصوص عليها في الكتاب المقدس العبري، وتحديدا في لاويين 18: 8-18 و20: 11-21 وفي سفر التثنية.
هناك العديد من الأمثلة في الكتاب المقدس لزواج أبناء العم. تزوج إسحاق من رفقة، ابن عمه الأول الذي تم إزالته (تكوين 24: 12-15). أيضا، تزوج يعقوب ابن إسحاق من ليا وراشيل، وكلاهما من أبناء عمومته (تكوين 28-29). كما تزوج عيسو شقيق يعقوب من ابن عمه محلة ابنة إسماعيل. وفقا للعديد من ترجمات الكتاب المقدس الإنجليزية، تزوجت بنات صلفحاد الخمس من «أبناء إخوة أبيهم» في الفترة اللاحقة من موسى ؛ على الرغم من أن ترجمات أخرى تقول فقط «أقارب». (على سبيل المثال، يختلف RSV-CE وNAB الكاثوليكي في الأرقام 36: 10-12). أثناء قسمة إسرائيل بعد رحلة الخروج من مصر، يعطي كالب ابنته عكسة لابن أخيه عثنييل وفقًا لـ NAB (يشوع 15:17).)، على الرغم من أن التلمود اليهودي يقول أن عثنيئيل كان ببساطة شقيق كالب (Sotah 11b). تزوجت بنات أليعازر أيضًا من أبناء شقيق إليعزر كيش في وقت لاحق من داود (أخبار الأيام الأول 23:22). الملك رحوبوعام وزوجته معكة ومحلة كانا أحفاد داود (2 أخبار 11:20). وأخيرًا، وفقًا لكتاب توبيت، كان لتوبياس الحق في الزواج من سارة لأنه كان أقرب أقربائها (توبيت 7:10)، على الرغم من أن الدرجة الدقيقة لعمومهم غير واضحة.
المسيحية
في الكاثوليكية الرومانية، يُسمح بجميع الزيجات البعيدة عن زيجات ابن العم الأول، وزواج ابن العم الأول يمكن أن يتم التعاقد معه. ومع ذلك، لم يكن هذا هو الحال دائمًا: فقد مرت الكنيسة الكاثوليكية بعدة مراحل في حظر القرابة. في فجر المسيحية في العصر الروماني، تم السماح بالزواج بين أبناء العمومة الأوائل. على سبيل المثال، الإمبراطور قسطنطين، أول إمبراطور روماني مسيحي، تزوج أولاده من أبناء أخيه غير الشقيق. ثم تم حظر زواج ابن العم الأول والثاني في مجمع آجد في عام 506 م، على الرغم من استمرار منح الإعفاءات في بعض الأحيان. بحلول القرن الحادي عشر، مع اعتماد ما يسمى طريقة القانون الكنسي لحساب القرابة، تم توسيع هذه المحظورات حتى أبناء العمومة السادس، بما في ذلك عن طريق الزواج. ولكن نظرًا للصعوبات العديدة الناتجة في حساب من كان مرتبطًا بهم، فقد تم استرخاءهم مرة أخرى إلى أبناء عمومتهم الثالثة في مجلس لاتران الرابع في عام 1215 م. وقد خفض البابا بنديكتوس الخامس عشر هذا إلى أبناء عمومته الثانيين عام 1917، وأخيرًا، القانون الحالي تم سنه عام 1983. في الكاثوليكية، يمكن للأقارب المقربين الذين تزوجوا عن غير قصد بدون إعفاء الحصول على فسخ.
هناك العديد من التفسيرات لارتفاع حظر زواج ابن عم كاثوليكي بعد سقوط روما. أحد التفسيرات هو زيادة التأثير الجرماني على سياسة الكنيسة. جي يقول هوارد: «خلال الفترة التي سبقت الغزو التوتوني، على نطاق واسع، التزمت الكنيسة بالقانون والعرف الروماني ؛ وبعد ذلك تم قبول تلك الخاصة بالألمان ...». من ناحية أخرى، قيل أيضًا أن الحظر كان ردة فعل ضد العادات الجرمانية المحلية للزواج من أقرباء. يبدو أن زواج الأقارب بين النبلاء يمثل تهديدًا لسلطته. ومهما كانت الأسباب، فقد قدم القديس أوغسطينوس مبررات مكتوبة لمثل هذا الحظر بحلول القرن الخامس. وكتب: «من المعقول والعادل جدًا، أنه لا يجب على رجل واحد أن يحافظ على العديد من العلاقات، ولكن يجب توزيع العلاقات المختلفة بين عدة، وبالتالي تعمل على ربط أكبر عدد في نفس المصالح الاجتماعية». برأي مخالف، تميل الكتابة البروتستانتية بعد الإصلاح إلى رؤية المحظورات والتعويضات اللازمة للتحايل عليها كجزء من مخطط الكنيسة غير المرغوب فيه لتراكم الثروة، أو "lucre".
منذ القرن الثالث عشر، قامت الكنيسة الكاثوليكية بقياس قرابة الأقارب وفقًا لما يسمى، ربما بشكل مربك، طريقة القانون المدني. بموجب هذه الطريقة، فإن درجة العلاقة بين الأقارب الخطيين (أي الرجل وجده) تساوي ببساطة عدد الأجيال بينهما. ومع ذلك، فإن درجة العلاقة بين الأقارب العرضيين (غير الخطيين) تساوي عدد الروابط في شجرة العائلة من شخص واحد، حتى الجد المشترك، ثم العودة إلى الشخص الآخر. وهكذا فإن الإخوة لهم صلة بالدرجة الثانية، وأولاد العمومة بالدرجة الرابعة.
تسمح الكنائس البروتستانتية عمومًا بزواج ابن العم، تماشيًا مع انتقاد النظام الكاثوليكي للدفع من قبل مارتن لوثر وجون كالفين أثناء الإصلاح. وهذا يشمل معظم الطوائف الأمريكية الرئيسية، مثل المعمدانية، العنصرة، اللوثرية، المشيخي، والميثودية. كما سمحت الشركة الأنجليكانية بزواج ابن العم منذ نشأتها خلال حكم الملك هنري الثامن. وفقا لوثر وكالفين، فإن الحظر الكاثوليكي على زواج ابن عم كان تعبيرا عن الكنيسة وليس القانون الإلهي وكان بحاجة إلى إلغائه. كافح البروتستانت أثناء الإصلاح لتفسير التحريم الكتابي ضد سفاح القربى بطريقة معقولة، وهي مهمة أحبطتها حقائق مثل إغفال الابنة (ولكن إدراج الحفيدة) كعلاقة محظورة بشكل مباشر. اعتبر يوحنا كالفن أن قائمة الكتاب المقدس توضيحية فقط وأن أي علاقة من نفس الدرجة أو أصغر مثل أي قائمة مدرجة، أي الدرجة الثالثة حسب طريقة القانون المدني، يجب أن تحظر. توصل رئيس أساقفة كانتربري إلى نفس النتيجة بعد ذلك بقليل. ولكن على عكس البروتستانتية والكاثوليكية، تمنع الكنيسة الأرثوذكسية الشرقية ما يصل إلى أبناء العمومة الثانيين من الزواج. ولكن، وفقًا لأحدث دستور (لعام 2010) للكنيسة الأرثوذكسية في قبرص، قد يتزوج أبناء العم الثاني حيث يتم وضع القيد على أقارب الدرجة الخامسة. السبب هو أن الزواج بين الأقارب يمكن أن يؤدي إلى صراع داخل الأسرة. تشير الموسوعة الكاثوليكية لعام 1913 إلى نظرية قام بها الأسقف الأنجليكاني في باث وويلسكيشن وهي أن مريم ويوسف، والدة يسوع وزوجها، كانا أولاد عم. يصف جاك قودي هذه النظرية بأنها «أسطورة».
الإسلام
لا يذكر القرآن أن الزواج بين أبناء العمومة ممنوع.
مارس المسلمون الزيجات بين أبناء العمومة الأوائل منذ زمن النبي محمد. في عدد قليل من البلدان، يكون النوع الأكثر شيوعًا هو بين أبناء العمومة.
تزوج النبي محمد في الواقع من اقرباءه. أحدهما كان ابنة عمه، زينب بنت جحش، التي لم تكن فقط ابنة إحدى أخوات أبيه، ولكن تم فصلها أيضًا عن زواج من ابن النبي محمد بالتبني، زيد بن حارثة. كانت قضية التبني وليس ابن العم هي التي أثارت الجدل بسبب معارضة المعايير العربية قبل الإسلام.
كما أخذ العديد من خلفاء النبي محمد المباشرين ابنة العم كإحدى زوجاتهم. حيث تزوج عمر من ابنة عمه عتيقة بنت زيد بن عمرو بن نيفيل .
على الرغم من أن العديد من المسلمين يمارسون زواج أبناء العم الآن، إلا أن اثنين من المذاهب الإسلامية (المذاهب الإسلامية هي أربعة بالمجمل) مثل الشافعي (حوالي 33.33 ٪ من المسلمين السنة، أو 29 ٪ من جميع المسلمين)، والحنبالي يعتبرونه مكروه (لا يعجبهم)، وهناك ثلاثة أحاديث تفضل الزواج خارج الأسرة، ولكن جميعها تعتبر ضعيفة (غير مؤكدة). بعض العلماء المسلمين مثل ابن قدامة والغزالي يفضلون الزواج خارج الأسرة، لأنه إذا حدث الطلاق بين الزوجين، فإن الرابطة الأسرية - التي تعتبر في الإسلام مقدسة - ستضعف أو تنكسر بسبب ذلك، ولكن علماء آخرين مثل ابن باز قال أنه إذا لم تكن هناك عروس أفضل من خارج العائلة (لم يكن أي من «العروس المحتملة داخل الأسرة» و«العروس المحتملة من خارج العائلة» أفضل من الأخرى) ينصح بالزواج ممن هي في الأسرة لتقوية أواصر الأسرة.
الهندوسية
يحظر قانون الزواج الهندوسي الزواج لمدة خمسة أجيال من جانب الأب وثلاثة من جانب الأم، لكنه يسمح بالزواج عبر ابن عم حيث يسمح به العرف.
غالبًا ما تُؤخذ القواعد الهندوسية للزواج على محمل الجد، وتدير المجالس القروية المحلية في الهند قوانين ضد زواج الأقارب في غوترا. المعايير الاجتماعية ضد هذه الممارسات قوية جدًا أيضًا.
في القرنين الثامن عشر والتاسع عشر، من المعروف أن الهندوس كورميسوف تشونار وجونبور قد تأثروا بجيرانهم المسلمين وأخذوا على نطاق واسع عادة زواج ابن عمهم.
في ماهابهاراتا، واحدة من اثنين من الملاحم الهندوسية العظيمة، أخذ أرجونا كزوجته الرابعة ابن عمه الأول وعبر صوبهدرا، أخت كريشنا. ذهب أرجونا إلى المنفى وحده بعد أن أزعج يوديشيثيرا ودراوبادي في سكنهما الخاص. خلال الجزء الأخير من منفاه، أثناء إقامته في مسكن دفاراكا لأبناء عمومته، وقع في حب سوبادرا. أثناء تناول الطعام في منزل بالاراما، أصيب أرجونا بجمال سوبادرا وقرر أنه سيحصل عليها كزوجة. كان سوبادرا وابن ارجونا البطل المأساوي ابهيمانيو. وفقًا للتقاليد الشفهية لأندرا براديش، تزوج أبهيمانيو نفسه من أول ابنة عمه عبر شابيرشا، ابنة شقيق سوبادرا بالاراما. يتضح زواج الأقارب من زواج أرجونا مع سوبادرا، زواج براديومنا (الابن الأكبر لكريشنا) من ابنة روكمي (شقيق روكميني). كما تزوج كريشنا من ابن عمه المتقاطع ميترافيندا (ابنة أخت فاسوديفا راجادي التي كانت ملكة أفانتي) وبهارا (ابنة أخت فاسوديفا شروتاكيرتي التي كانت ملكة مملكة كيكايا).
أديان أخرى
لا تحظر البوذية أي ممارسات جنسية محددة، وتستبعد فقط «سوء السلوك الجنسي» في المبادئ الخمسة. الزرادشتية تسمح بزواج ابن عم. يتبع السيخية إلى حد كبير نمط الحظر على نفس الزيجات العشائرية، يختار العديد من السيخ الزواج أطفالهم مع شريك من قرية أو بلدة مختلفة، فقط لتجنب فرص القرابة بينهم.

## الجوانب البيولوجية
في أبريل 2002، نشرت مجلة الاستشارة الوراثية تقريرًا يقدر متوسط خطر العيوب الخلقية عند الطفل المولود لأبناء عمومته عند 1.1 إلى 2.0 نقطة مئوية على متوسط الخطر الأساسي للأزواج من غير الأقارب بنسبة 3 ٪، أو مثل أي امرأة فوق سن الأربعين.
فيما يتعلق بالوفيات، وجدت دراسة أجريت عام 1994 متوسط معدل وفيات ما قبل الإنجاب يبلغ 4.4٪، بينما تشير دراسة أخرى نُشرت في عام 2009 إلى أن المعدل قد يكون أقرب إلى 3.5٪. وزواج أبناء العم يسبب خطرًا مشابهًا للعيوب الخلقية والوفيات التي تواجهها عندما تلد في سن 41 بدلاً من سن 30.
بعد الأجيال المتكررة من زواج أبناء العم، تكون العلاقة الجينية الفعلية بين شخصين أقرب مما توحي به العلاقة المباشرة.
في باكستان، قدرت دراسة معدل وفيات الرضع بنسبة 12.7 في المائة للزوجين من أبناء العمومة الأولى المتزوجين، و7.9 في المائة لأبناء العم الأول، و9.2 في المائة للأبناء الأوائل ضعفه، 6.9 في المائة لأبناء العم الثاني.
حتى في غياب القرابة ، فإن الأليلات النادرة في مجموعات كبيرة يمكن أن تزداد عشوائيًا إلى تردد عالٍ في مجموعات صغيرة في غضون بضعة أجيال بسبب تأثير الانحراف الجيني المتسارع في مجموعة تكاثر ذات حجم مقيد.
على سبيل المثال، لأن جميع سكان الأميش ينحدرون من بضع مئات فقط من المستوطنين الألمان السويسريين في القرن الثامن عشر، فإن متوسط التزاوج بين اثنين من الأميش العشوائيين أعلى من بين اثنين من أبناء عمومة من غير الأميش
زواج ابن العم الأول من المحرمات بين الأميش، لكنهم ما زالوا يعانون من العديد من الاضطرابات الوراثية النادرة. في مقاطعة جيوجا في ولاية أوهايو، يشكل الأميش حوالي 10 في المائة فقط من السكان، لكنهم يمثلون نصف حالات الاحتياجات الخاصة. في حالة واحدة من اضطرابات النوبات الموهنة، فإن إجمالي 12 حالة في جميع أنحاء العالم تشمل حصريًا المصابين من الأميش.
وتم العثور على اضطرابات مماثلة في الكنيسة الأصولية ليسوع المسيح، الذين يسمحون بزواج أبناء العم، ومنهم 75 إلى 80 في المائة .
غالبًا ما أسفرت الدراسات التي أجريت حول تأثير زواج ابن العم على السمات المتعددة الجينات والأمراض المعقدة في مرحلة البلوغ عن نتائج متناقضة نظرًا لاستراتيجيات أخذ العينات البدائية المستخدمة.
تم الإبلاغ عن كل من الارتباطات الإيجابية والسلبية لسرطان الثدي وأمراض القلب. ويبدو أن القرابة تؤثر على العديد من الصفات متعددة الجينات مثل الطول، ومؤشر كتلة الجسم، والذكاء والقلب والأوعية الدموية.
أشارت الدراسات طويلة المدى التي أجريت على جزر الدلماسية في البحر الأدرياتيكي إلى وجود علاقة إيجابية بين التزاوج ومجموعة واسعة جدًا من اضطرابات مرحلة البلوغ الشائعة، بما في ذلك ارتفاع ضغط الدم وأمراض القلب التاجية والسكتة الدماغية والسرطان والاكتئاب أحادي / ثنائي القطب والربو والنقرس القرحة الهضمية وهشاشة العظام. ومع ذلك، قد تعكس هذه النتائج بشكل أساسي زواج الأقارب في القرية بدلاً من القرابة بحد ذاتها. الزواج الداخلي يتزوج ضمن مجموعة وفي هذه الحالة كانت المجموعة قرية. الأنماط الزوجية للأميش هي أيضًا مثال على زواج الأقارب.
وجدت الدراسة التعاونية لأمريكا اللاتينية حول التشوه الخلقي وجود ارتباط بين القرابة واستسقاء الرأس، وتعدد الأصابع بعد الانقسام، والشقوق الفموية والوجهية الثنائية. تظهر صورة أخرى من الأدبيات الكبيرة حول عيوب القلب الخلقية، والتي يقدر أنها تحافظ على حدوث 50/1000 ولادة حية. تم إثبات وجود ارتباط إيجابي ثابت بين القرابة والاضطرابات مثل عيب الحاجز البطيني وعيب الحاجز الأذيني، ولكن تم الإبلاغ عن كل من الارتباطات الإيجابية والسلبية مع القناة الشريانية السالكة، وعيوب الحاجز الأذيني البطيني، ورتق الرئة، ورباعي فالو في مجموعات سكانية مختلفة. تم العثور على ارتباط بين الأقارب ومرض الزهايمر في بعض السكان. فشلت الدراسات حول تأثير التزاوج الداخلي على القياسات البشرية عند الولادة والطفولة في الكشف عن أي نمط رئيسي ومتسق، ولم يظهر سوى انخفاضات هامشية في متوسط الدرجات التي حققها سلالة الأقارب في اختبارات القدرات الفكرية. في الحالة الأخيرة، يبدو أن التزاوج يؤدي بشكل رئيسي إلى تفاوت أكبر في مستويات الذكاء، ويرجع ذلك جزئيًا إلى التعبير عن الجينات المتنحية الضارة في نسبة صغيرة من تلك التي تم اختبارها.
ناقش تقرير لبي بي سي الباكستانيين الباكستانيين في بريطانيا، 55٪ منهم تزوجوا من ابن عمهم. وبالنظر إلى المعدل المرتفع لمثل هذه الزيجات، فإن العديد من الأطفال يأتون من أجيال متكررة من أولاد ابن عمهم. يشير التقرير إلى أن هؤلاء الأطفال هم 13 مرة أكثر عرضة من عامة السكان لإنجاب الأطفال الذين يعانون من اضطرابات وراثية، وواحد من كل عشرة أطفال في زواج ابن عمه الأول في برمنغهام إما يموت في سن الرضاعة أو يصاب بإعاقة خطيرة. وتقول بي بي سي أيضا أن الباكستانيين البريطانيين، الذين يمثلون حوالي 3 ٪ من جميع الولادات في المملكة المتحدة، ينتجون «أقل بقليل من ثلث» جميع الأطفال البريطانيين المصابين بأمراض وراثية. تظهر الدراسات المنشورة أن متوسط وفيات الفترة المحيطة بالولادة في المجتمع الباكستاني البالغ 15.7 لكل ألف يتجاوز بشكل كبير ذلك في السكان الأصليين وجميع المجموعات العرقية الأخرى في بريطانيا. وتشكل التشوهات الخلقية 41 في المائة من جميع وفيات الرضع البريطانيين الباكستانيين. تضمنت قصة بي بي سي مقابلة مع ميرا علي، التي كان والداها وأجدادها من أولاد عمومتهم. لديها حالة وراثية متنحية نادرة جدًا، تعرف باسم انحلال البشرة الفقاعي الذي سيجعلها تعيش حياة معاناة جسدية شديدة، ومحدودية الاتصال البشري وربما وفاة مبكرة بسبب سرطان الجلد. مع العلم أن زواج الأقارب يزيد من احتمالية حدوث حالات وراثية متنحية، فهي مفهومة ضد هذه الممارسة. أخيرًا، في عام 2010 أفادت التلغراف أن زواج ابن عم بين الجالية الباكستانية البريطانية أدى إلى ولادة 700 طفل كل عام يعانون من إعاقات جينية.
ومع ذلك، قد يكون للوفيات المتزايدة والعيوب الخلقية التي لوحظت بين الباكستانيين البريطانيين مصدرًا آخر بجانب القرابة الحالية. هذا هو تقسيم السكان بين مختلف المجموعات الباكستانية. ينقسم تقسيم السكان إلى انخفاض تدفق الجينات بين المجموعات المختلفة في المجتمع. نظرًا لأن أعضاء البراداري الباكستاني تزوجوا فقط داخل هذه المجموعات لأجيال، فإن النسل لديه متوسط أعلى من تجانس الزيجوت حتى بالنسبة للأزواج الذين ليس لديهم علاقة جينية معروفة. ووفقًا لبيان صادر عن هيئة علم الوراثة البشرية في المملكة المتحدة بشأن زواج ابن عم، فإن بي بي سي «أخفقت أيضًا في توضيح» أن الأطفال الذين ولدوا بسبب هذه الزيجات لم يكن أكثر عرضة للإصابة بالاضطرابات الوراثية 13 مرة. وبدلاً من ذلك، تزيد احتمالية إصابتهم باضطرابات وراثية متنحية 13 مرة. يذكر HGC، «الأنواع الأخرى من الحالات الوراثية، بما في ذلك تشوهات الكروموسومات، والظروف المرتبطة بالجنس والظروف الجسدية السائدة لا تتأثر بزواج ابن عم». يواصل HGC مقارنة الخطر البيولوجي بين زواج ابن عم وزيادة عمر الأم، بحجة أن «كلاهما يمثلان اتجاهات ثقافية معقدة. ومع ذلك، كلاهما يحملان أيضًا خطرًا بيولوجيًا. يجادلان، كما يقول GIG، هو أن زواج ابن عم هو أكثر شيوعًا بين أقلية بريطانية من السكان.» الآثار الوراثية لزواج ابن عم في بريطانيا أكثر وضوحا مما كانت عليه في دولة نامية مثل باكستان لأن عدد الأمراض البيئية المربكة أقل. زيادة التركيز على الأمراض الوراثية في البلدان النامية قد ينتج في النهاية عن التقدم المحرز في القضاء على الأمراض البيئية هناك أيضًا.
يمكن أن يساعد التعليم الجيني الشامل وبرامج الإرشاد الجيني قبل الزواج في تخفيف عبء الأمراض الجينية في المجتمعات المحلية. نجحت برامج التعليم الوراثي الموجهة لطلاب المدارس الثانوية في دول الشرق الأوسط مثل البحرين. إلا أن الاستشارة الوراثية في الدول النامية أعيقت بسبب نقص الموظفين المدربين، وقد يرفض الأزواج التشخيص قبل الولادة والإجهاض الانتقائي رغم موافقة السلطات الدينية. في بريطانيا، توصي لجنة علم الوراثة البشرية بإستراتيجية قابلة للمقارنة مع الاستراتيجيات السابقة في التعامل مع زيادة عمر الأم، خاصة وأن هذا العمر يتعلق بزيادة خطر الإصابة بمتلازمة داون. يتم تقديم اختبار فحص لجميع النساء الحوامل في بريطانيا من الخدمة الصحية الوطنية التي تديرها الحكومة لتحديد أولئك الذين هم في خطر متزايد لإنجاب طفل مصاب بمتلازمة داون. يذكر HGC أنه بالمثل، من المناسب تقديم المشورة الوراثية للأزواج الأقارب، ويفضل قبل الحمل، من أجل تحديد الخطر الدقيق لخلل وراثي في النسل. بموجب هذا النظام، يمكن رفض عرض الاستشارة الوراثية، على عكس، على سبيل المثال، في ولاية ماين الأمريكية حيث تكون الاستشارة الوراثية إلزامية للحصول على رخصة زواج لأولاد العم. كما خلص الباحث البارز آلان بيتلز إلى أنه على الرغم من أن القرابة لها تأثير واضح على وفيات الأطفال والأمراض الوراثية في المناطق التي تنتشر فيها، إلا أنه «من الضروري الحفاظ على مستويات العيب الجيني المعبر في المنظور، وإدراك أن نتيجة لا يخضع زواج الأقارب للتقييم فقط من حيث المراجعة الطبية المقارنة». ويذكر أن الفوائد الاجتماعية والثقافية والاقتصادية لزواج ابن العم تحتاج أيضًا إلى مراعاة كاملة.
الخصوبة
تم الإبلاغ عن معدلات خصوبة إجمالية أعلى لزواج ابن عم من المتوسط، وهي ظاهرة لوحظت منذ فترة طويلة مثل جورج داروين خلال أواخر القرن التاسع عشر. لا يوجد فرق كبير في عدد الأطفال الباقين على قيد الحياة في زواج الأقارب لأن هذا يعوض الزيادة الملحوظة في وفيات الأطفال. يمكن تفسير الزيادة الإجمالية في الخصوبة جزئياً من خلال انخفاض متوسط عمر الوالدين عند الزواج، والعمر عند الولادة الأولى، الذي لوحظ في زواج الأقارب. تشمل العوامل الأخرى فترات فاصلة أقصر للولادة واحتمالية أقل لاستخدام وسائل منع الحمل الموثوقة. هناك أيضًا إمكانية لمزيد من الولادات كتعويض عن زيادة معدل وفيات الأطفال، إما عن طريق قرار واعي من قبل الآباء لتحقيق حجم عائلي معين أو وقف انقطاع الطمث المرضي بعد وفاة الرضيع. وفقًا لورقة حديثة، ربما لا يرجع اختلاف الخصوبة إلى أي تأثير بيولوجي كامن. في أيسلندا، حيث كان الزواج بين أبناء العمومة الثاني والثالث شائعًا، ويرجع ذلك جزئيًا إلى التحديد المحدود، تظهر الدراسات معدلات خصوبة أعلى. ادعت أوراق سابقة أن زيادة المشاركة في مستضدات الكريات البيض البشرية، وكذلك الجينات المتنحية الضارة التي تم التعبير عنها أثناء الحمل، قد تؤدي إلى انخفاض معدلات الحمل وارتفاع معدلات الإجهاض لدى الأزواج. يعتقد البعض الآخر الآن أن هناك أدلة قليلة على ذلك ما لم تعمل الجينات في وقت مبكر جدًا من الحمل. تظهر الدراسات باستمرار معدلًا أقل للعقم الأولي في زواج الأقارب، وعادة ما يتم تفسيره على أنه ناتج عن توافق مناعي أكبر بين الزوجين.